# Franz Liszt
Vous lisez un « bon article » labellisé en 2007.
« Liszt » redirige ici. Pour les autres significations, voir Liszt (homonymie).
Œuvres principales
- Années de pèlerinage (1842)
- La Campanella (1851)
- Études d'exécution transcendante (1852)
- Rhapsodies hongroises (1846-53)
- Les Préludes (1854)
- Fantaisie et fugue sur le nom de B-A-C-H (1856)
- Sonate pour piano en si mineur (1857)
- Faust-Symphonie (1857)
- Dante-Symphonie (1857)
- Concertos pour piano nos 1 et 2 (1855, 1861)
- Danse macabre (1865)
- Christus (1872)
- Mephisto-Valse (1859-62, 1880-81, 1883, 1885)
- Réminiscences (sur des thèmes de Mozart, Bellini Donizetti…)

Franz Liszt (Liszt Ferenc en hongrois) est un compositeur, transcripteur et pianiste virtuose hongrois né le 22 octobre 1811 à Doborján en Hongrie (empire d'Autriche) et mort le 31 juillet 1886 à Bayreuth en Bavière (Empire allemand).
Liszt est le père de la technique pianistique moderne et du récital. Avec lui naissent l'impressionnisme au piano, le piano orchestral — Mazeppa, la quatrième Étude d'exécution transcendante — et le piano littéraire — les Années de pèlerinage. Innovateur et promoteur de l'« œuvre d'art de l'avenir » (la « musique de l'avenir » étant une invention des journalistes de l'époque), Liszt influence et soutient plusieurs figures majeures du XIXe siècle musical : Frédéric Chopin, Hector Berlioz, Richard Wagner, César Franck, Camille Saint-Saëns, Bedřich Smetana, Edvard Grieg et Alexandre Borodine. Aussi féconde que diverse, son œuvre a inspiré plusieurs courants majeurs de la musique moderne, qu'il s'agisse de l'impressionnisme, de la renaissance du folklore, de la musique de film ou du dodécaphonisme sériel.

## Biographie

### Enfance

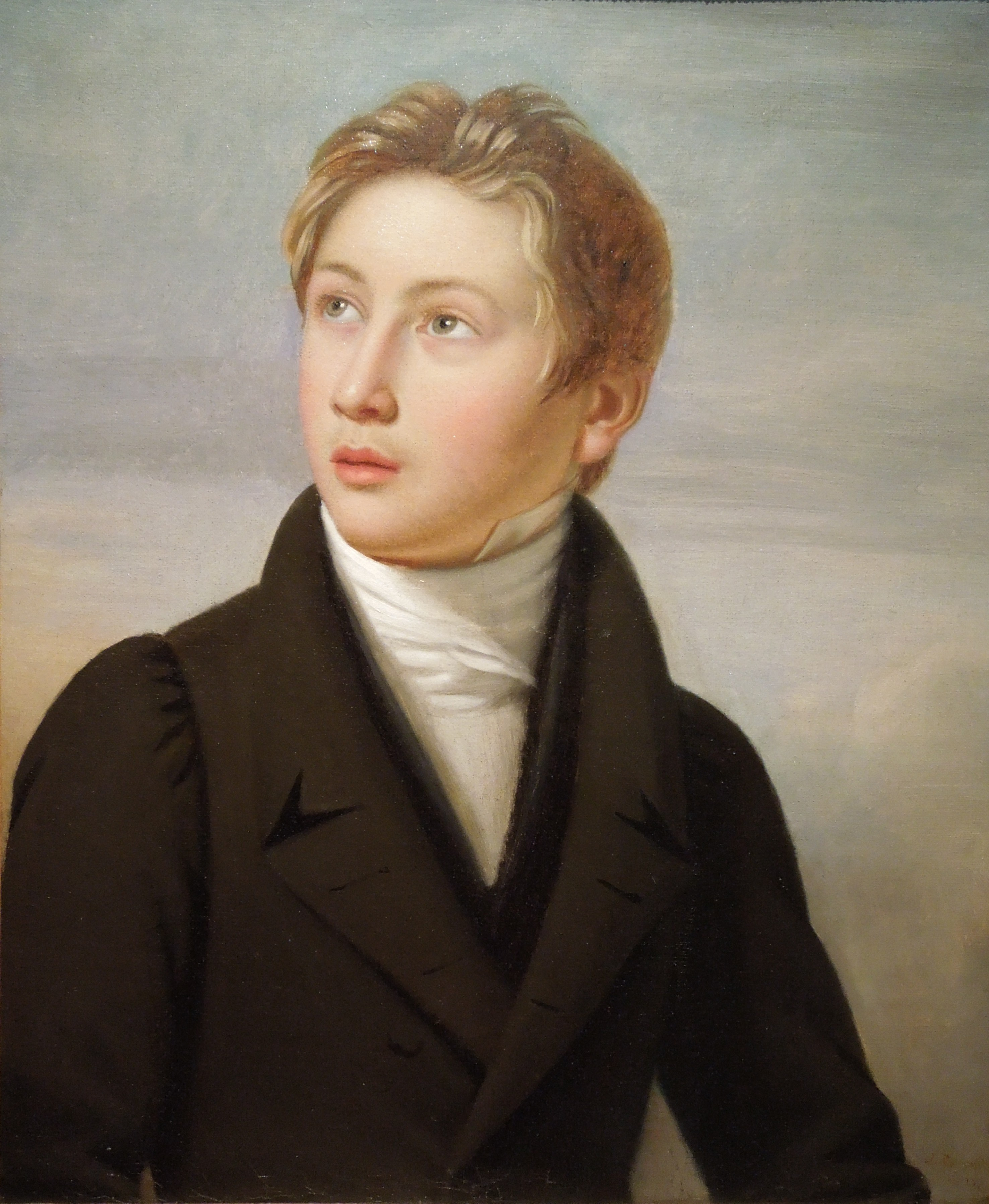
Jean Vignaud, Portrait de Franz Liszt enfant, vers 1826 (musée des Beaux-Arts de Nîmes).

Franz Liszt grandit dans un milieu familial plutôt mélomane. De 1804 à 1809, son père, Adam Liszt, sert comme deuxième violoncelle dans l'orchestre Esterházy. Chargé à partir de 1809 de l'administration du cheptel ovin de Raiding, Adam Liszt organise des soirées musicales avec quelques interprètes locaux.
De santé fragile, Franz Liszt manque à plusieurs reprises de succomber à des fièvres. À six ans, il chante de mémoire le thème du Concerto en ut dièse mineur de Ries que son père a joué quelques heures plus tôt. Adam Liszt décide de lui enseigner le piano. En moins de deux ans, Liszt aborde l'essentiel de l'œuvre de Johann Sebastian Bach, Wolfgang Amadeus Mozart et Ludwig van Beethoven. Conscient de ces progrès, Adam Liszt souhaite faire de son fils un enfant prodige, sur le modèle du jeune Mozart. Grâce au soutien financier de quelques nobles hongrois, la famille Liszt s'installe à Vienne en 1822. Franz Liszt suit les cours de piano de Carl Czerny et les cours de composition d'Antonio Salieri. Ainsi préparé, il donne son premier concert public à la Landständischer Saal le 1er décembre 1822. Organisé quelques mois plus tard, le concert de la Redoutensaal a inspiré une légende biographique populaire : Beethoven serait venu l'embrasser sur scène. En réalité, Beethoven n'a pas assisté à ce concert. Il semblerait néanmoins qu'il ait écouté Liszt chez Czerny et l'ait chaleureusement félicité pour la qualité de son jeu.
Devenu un pianiste reconnu, Liszt entreprend une tournée européenne en 1823. Elle est interrompue par un long séjour à Paris. Échouant à intégrer l'École royale de musique et de déclamation du fait de son statut d'étranger, Liszt multiplie les concerts privés et publics. Le 7 mars 1824, il joue au Théâtre-Italien. Son interprétation séduit la presse parisienne. Il est désormais couramment connu sous le sobriquet de petit Litz. Liszt étudie parallèlement la composition avec Antoine Reicha et Ferdinando Paër. Il écrit un opéra, Don Sanche ou le château d’amour, qui ne connaît qu'un succès mitigé. Il conçoit également une série de douze études, première esquisse des futures Études d'exécution transcendante.
De 1824 à 1827, Liszt effectue de nombreuses tournées en Angleterre et en France. Celles-ci rapportent à Adam Liszt un revenu important : il dispose vers 1827 d'un capital de 60 000 francs qu'il investit chez les Esterházy. Au cours de l'été 1827, Liszt tombe malade et séjourne dans une ville d'eau, Boulogne-sur-Mer. Il se rétablit, son père meurt. L'absence de l'autorité paternelle met fin à sa carrière d'enfant prodige.

### Voyages en Europe

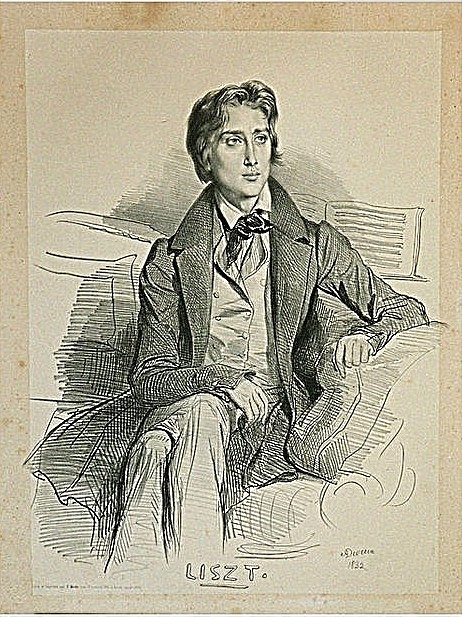
Liszt à 21 ans par Achille Devéria.

À Paris, il rencontre Hector Berlioz, George Sand, Alfred de Musset, Frédéric Chopin, Honoré de Balzac, devient l'ami d'Eugène Delacroix et fait la connaissance de Niccolò Paganini, qui aura une grande influence sur le développement de son art.
En 1833 commence sa liaison avec la comtesse Marie d'Agoult (connue sous son nom de plume Daniel Stern, dans son roman Nélida notamment) qui lui donne trois enfants :
- Blandine[2] (1835-1862), qui épousera en 1857 Émile Ollivier, avocat et homme politique français. Ils auront un fils, Daniel ;
- Cosima[3] (1837-1930), née à Bellagio qui épousera le chef d'orchestre Hans von Bülow, puis le compositeur Richard Wagner ;
- Daniel[4] (1839-1859).

En 1836, Liszt entreprend une tournée à travers l'Europe (Suisse, Italie, Russie, etc.) et donne des concerts dans toutes les grandes villes. Outre ses propres œuvres — ses Rhapsodies datent de cette époque — il joue des œuvres de Chopin et de la musique allemande. Il est adulé : on lui demande la permission de baiser ses doigts à la fin de ses concerts, on récolte le fond de ses tasses dans des fioles. Ce phénomène restera célèbre sous le nom de « lisztomanie ».

### Vie de compositeur

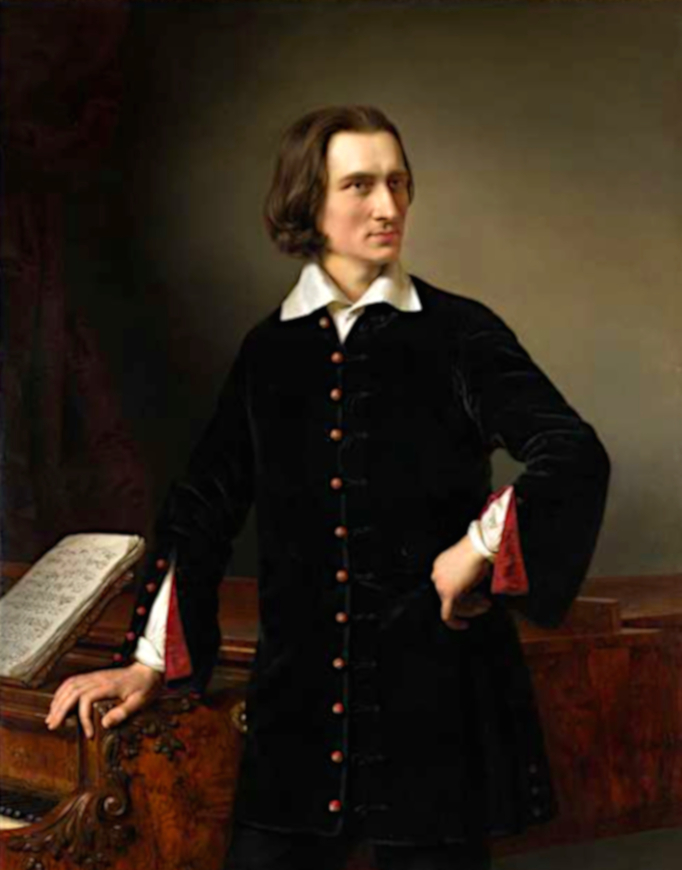
Portrait de Liszt par Miklós Barabás (1847).

Comme en témoignent notamment ses correspondances, Liszt est un grand séducteur et connaît de nombreuses et célèbres femmes avant d'embrasser la carrière religieuse.
Après s'être séparé de Marie d'Agoult en 1844, il rencontre à Kiev en 1847 la princesse Carolyne de Sayn-Wittgenstein qui lui conseille d'interrompre ses tournées de concert pour se consacrer à la composition. C'est en 1848 qu'il s'installe à Weimar en tant que maître de chapelle où le grand-duc Charles-Alexandre l'avait nommé en 1842. C'est en 1850 que paraissent les deux ouvrages très personnels du compositeur aux éditions Leipzig, le compositeur s'adonnant par ailleurs à l'écriture, pour rendre hommage à son très regretté ami Frédéric Chopin ainsi qu'à la musique tzigane. Sa relation sentimentale avec la princesse, en qualité de correctrice sur certains détails de forme, fournit deux témoignages de très bonne facture sur son époque et ses inspirations d'artiste. Débute alors une nouvelle période pendant laquelle il compose ses poèmes symphoniques, avec l'aide de son secrétaire particulier Joseph Joachim Raff et d'un matériel unique : le piano-melodium. Il se consacre également à la direction des œuvres de ses contemporains. Autour de lui se rassemblent de nombreux élèves — parmi lesquels Hans von Bülow, qui deviendra son gendre — auxquels il fait découvrir Berlioz, Wagner, Saint-Saëns. Toutefois, son talent et ses idées novatrices n'étant pas du goût de tout le monde, les conservateurs ne manquent pas de lui mener la vie dure, ce qui le conduit à démissionner de son poste le 18 décembre 1858. Jusqu'à cette date, Weimar est grâce à lui un centre exceptionnel de création et d'innovation.
Après avoir tenté sans succès d'obtenir auprès du pape la nullité de son mariage religieux, Carolyne se sépare de Liszt, qui reçoit les ordres mineurs en 1865. Il profite de son séjour à Rome pour découvrir la musique religieuse de la Renaissance.

### Dernières années

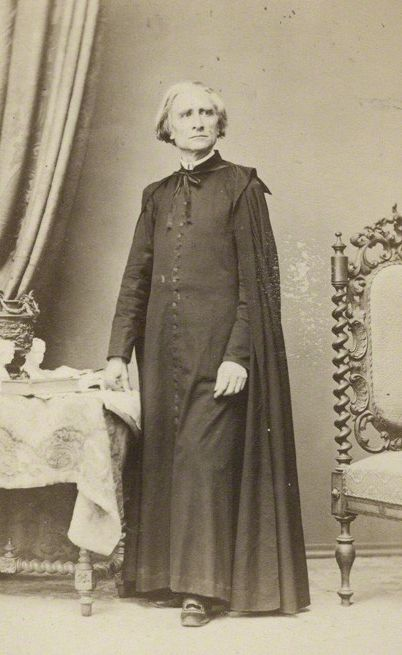
L'abbé Liszt en soutane, à Pest (août 1865).

Liszt se retire à Rome en 1861, et après avoir déjà rejoint le Tiers-Ordre franciscain en juin 1857, il reçoit en 1865 la tonsure et les quatre ordres mineurs de l'Église catholique, lui donnant en France le qualificatif d'abbé. Il retourne à Pest où il doit diriger la création de son premier oratorio, Die Legende von der heiligen Elisabeth. Il se fait confectionner au couvent de Pest un habit franciscain dont il souhaite être revêtu au tombeau. Sa mère, Anna, meurt le 6 février 1866.
À partir de 1869 et jusqu'à sa mort, l'abbé Liszt partage son temps entre trois capitales : Budapest, Rome et Weimar qui correspondent à trois tendances : sa sentimentalité hongroise, son mysticisme religieux et sa musique d'influence allemande[Selon qui ?]. À Budapest, pendant trois mois en hiver (source : Musée et Académie Ferenc Liszt, Budapest), il continue à recevoir des élèves gratuitement, y compris Alexander Siloti. Il met alors de côté son activité de virtuose pour se consacrer essentiellement à la composition et à l'enseignement, notamment à l'Académie royale de musique de Budapest dont il est l'un des fondateurs en 1875 (et qui sera d'ailleurs rebaptisée plus tard « Académie de musique Franz-Liszt »).

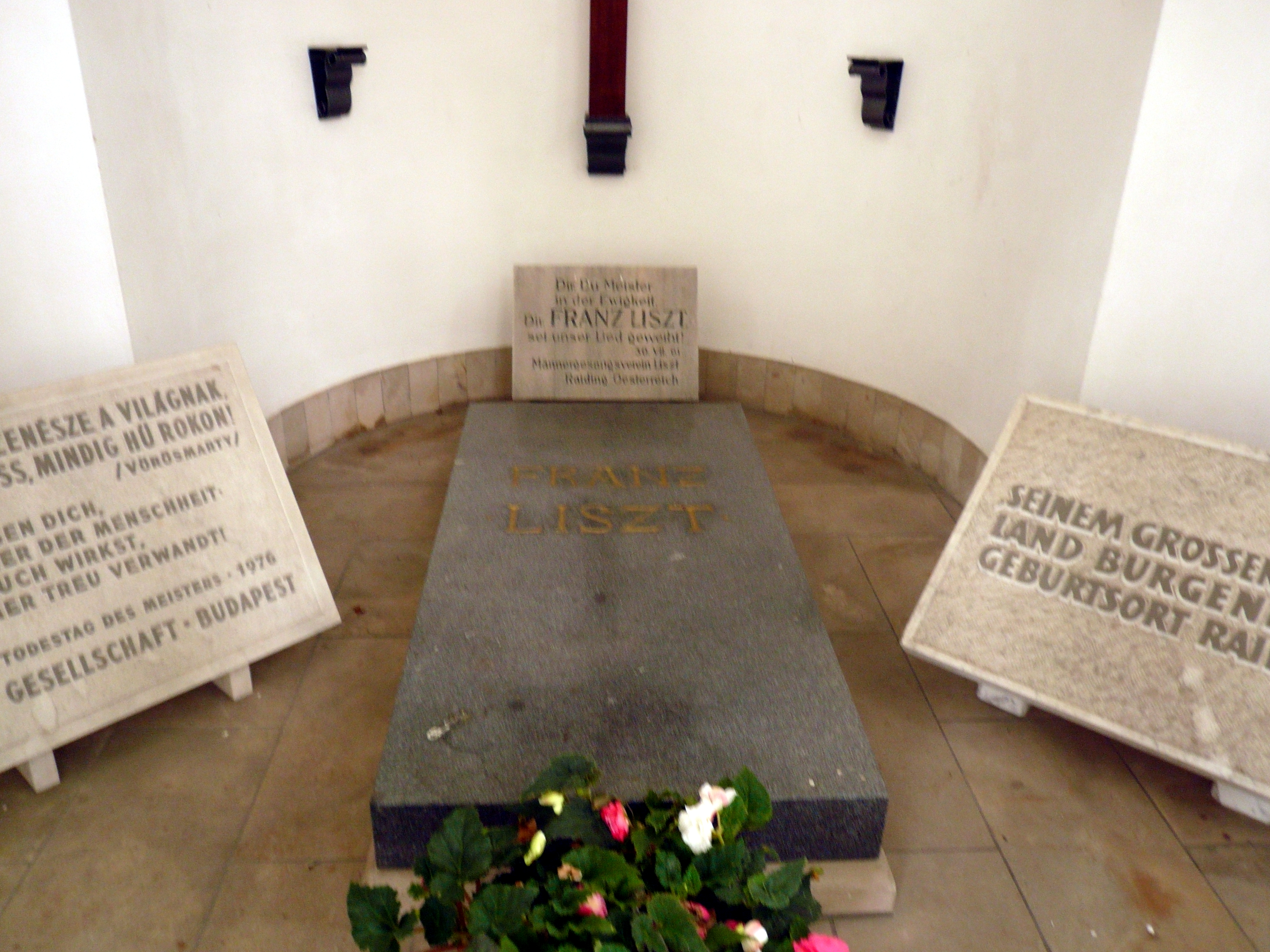
Tombe de Franz Liszt à Bayreuth.

Le dimanche 25 juillet 1886, Liszt, à bout de forces, assiste à la représentation d'un opéra de son gendre Richard Wagner : Tristan und Isolde. Le lendemain, il est au plus mal et se voit privé par les médecins de son cognac quotidien. Le vendredi, les tremblements et le délire le frappent : il a pour ce jour la superstition des Italiens, or l'année 1886 commence un vendredi et son anniversaire tombe cette année-là un vendredi. Le samedi, vers deux heures du matin, après un sommeil anormalement agité, le compositeur hongrois se lève en hurlant, renverse son domestique accourant pour le recoucher, puis s'effondre. Malgré les soins apportés par les docteurs Fleischer et Landgraf, qui restent à son chevet jusqu'au soir, Liszt passe la journée du 31 dans une quasi-inconscience et s'éteint à 23 h des suites d'une pneumonie.
Il est enterré le 3 août 1886 à Bayreuth. Par de nombreuses tractations, Cosima Wagner parvient à s'assurer que la dépouille de son père, avant tout considéré comme le beau-père de Wagner, soit inhumée à Bayreuth dans l'ombre de ce dernier. Le choix de ce lieu d'inhumation donna lieu à de nombreuses contestations et demandes de rapatriement, notamment à Weimar et Budapest.

## Un personnage complexe

### Vie sentimentale

#### Caroline de Saint-Cricq
L'amour forme la troisième composante de l'âme du compositeur hongrois, et il n'aura de cesse de vouloir l'unir avec les deux autres : en l'occurrence l'art et la religion. Son père avait eu avant de mourir l'intuition du poids que celui-ci allait tenir dans sa vie : « Il craignait que les femmes troubleraient mon existence et me domineraient ». Le premier émoi amoureux de Liszt remonte en fait à un concert donné à Vienne le 1er décembre 1822 où se produisait également une cantatrice hongroise de sept ans son aînée, Caroline Unger, qui fit sur lui, alors âgé de onze ans, une forte impression. Jusqu'à la mort de son père, Franz Liszt effectue une sorte de « refoulement » de ses penchants amoureux en se réfugiant dans la religion. Or, la disparition d'Adam Liszt va l'amener à organiser des cours de piano afin d'assurer son confort matériel. L'une de ses élèves n'est autre que Caroline de Saint-Cricq, fille du ministre du commerce et de l'industrie. Avec le consentement de la mère de celle-ci, un lien se développe entre eux, les amenant à prolonger la leçon de piano jusqu'à dix heures du soir. Les biographies de Liszt parlent d'un amour platonique. Quoi qu'il en soit, la mort de Mme de Saint-Cricq, qui a pourtant déclaré avant d'expirer qu'elle souhaitait leur mariage, va mettre fin à cette idylle, car M. de Saint-Cricq refuse catégoriquement que sa fille épouse un artiste, et renvoie celui-ci en mettant fin aux leçons. Caroline se marie en 1831 avec le comte Bertrand Dartigaux, magistrat. Franz Liszt, désespéré, sombre dans une nouvelle crise mystique. Il rencontre pour la dernière fois son premier amour lors de deux concerts à Pau le 8 et le 11 octobre 1844, alors qu'il se rendait en Espagne pour y effectuer une tournée,.

#### Marie d'Agoult

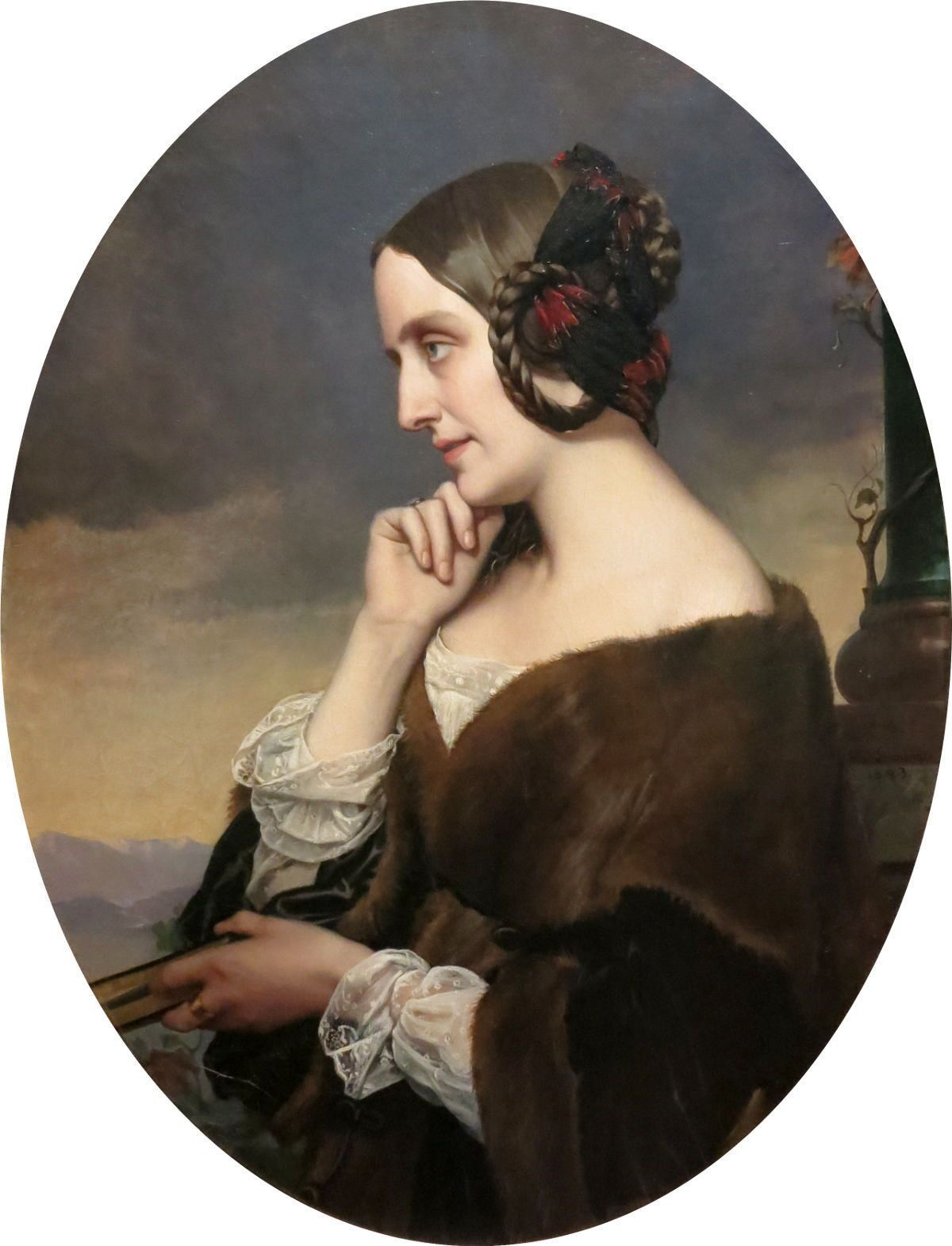
Marie d'Agoult en 1843, par Henri Lehmann.

Remis sur pied par la révolution de 1830, Franz Liszt connaît des aventures éphémères avec la comtesse Platen, muse de Frédéric Chopin, ainsi qu'avec la comtesse Adèle de La Prunarède. Puis, il rencontre en 1832 Marie d'Agoult, née de Flavigny, dans le salon de la marquise de La Mothe Le Vayer. Il laisse tout de suite à celle-ci, pourtant froide d'apparence, une vive impression : « Madame de La Mothe Le Vayer parlait encore que la porte s'ouvrait et qu'une apparition étrange s'offrait à mes yeux. Je dis apparition, faute d'un autre mot pour rendre la sensation extraordinaire que me causa, tout d'abord, la personne la plus extraordinaire que j'eusse jamais vue ». Leurs relations au cours de l'année qui va suivre sont difficiles, faites de ruptures et de réconciliations. La mort de la fille de Marie et du comte d'Agoult, Louise, met fin à ces tergiversations. En effet, lorsque Liszt, de retour de la Chênaie, vient la réconforter, Marie lui demande : « Qu'aviez-vous à me dire et qu'allez vous m'apprendre ? Vous partez ? », et Liszt de répondre : « Nous partons ». Le couple s'enfuit alors en Suisse, où tous deux connaîtront deux mois de bonheur : « Personne ne savait notre nom. […] Presque partout à nous voir si semblables. […] On nous prenait pour frère et sœur ; nous en étions tout ravis. Une telle erreur ne témoignait-elle pas, mieux que tout le reste, des affinités secrètes qui nous avaient si fortement attirés l'un à l'autre ? ». Mais Liszt commet ensuite une double erreur : faire venir son jeune protégé Hermann Cohen, qui viole leur intimité, puis accepter, à la suite de l'insistance de son ami Pierre Wolloff, un concert à Genève, d'autant que la société genevoise est plutôt médisante à l'égard de Marie. En témoigne le journal de Valérie Boissier : « C'est une femme de 30 ans au moins, une blonde fade ! ». Entre-temps, une fille, Blandine, est née, mais Liszt rêve d'aller à Paris pour en découdre avec la nouvelle étoile montante, Sigismund Thalberg. Il y part pour trois jours, mais rentrera deux mois plus tard, le 6 juin 1836. À son retour, l'atmosphère genevoise commençant à devenir pesante, Marie et lui décident d'aller rejoindre George Sand à Chamonix. L'année suivante, Liszt retourne à Paris pour le duel final avec Thalberg tandis que Marie s'installe chez George Sand à Nohant. Désireux de relancer leur couple, Liszt et Marie font une nouvelle échappée amoureuse en Italie. Le souvenir qu'ils en garderont l'un et l'autre sera assez différent. Pour Liszt : « Lorsque vous écrirez l'histoire de deux amants heureux, placez-les sur les bords du lac de Côme » ; alors que Marie est plus circonspecte : « Je m'étonne quelquefois de le voir si constamment gai, si heureux dans la solitude absolue où nous vivons ».
Lentement, la situation se dégrade, et Liszt saisit l'occasion des inondations de Pest de 1838 pour faire une série de concerts bénéfices dans l'empire autrichien. Alerté par un de ses amis sur la santé de Marie qui s'est dégradée, il abrège son séjour et rentre à Venise. Finalement la séparation de facto a lieu en octobre 1839 : Liszt part pour Vienne, tandis que Marie regagne Paris. Leur troisième enfant, Daniel, est encore tout jeune. Désormais, leur union n'aura plus qu'un caractère formel : Marie le rejoint lors de sa tournée à Londres, et tous deux, pendant trois ans, passent leurs vacances à Nonnenwerth. La parution en 1846 de Nélida, roman à clé où Marie peint, sous le pseudonyme de Daniel Stern, un bilan négatif de son union avec Liszt, est prétexte pour celui-ci à la rupture définitive. Le roman d'amour entre Liszt et Marie d'Agoult suscitera des jugements contrastés. Des lisztiens comme Zsolt Harsányi imputent tous les torts à Marie d'Agoult, qui, il est vrai, prêtait le flanc à la critique en écrivant dans Nélida : « Il [Liszt] sentit la supériorité morale que Nélida [Marie] prenait sur lui en cette circonstance. Cette supériorité devint chaque jour plus évidente, et aussi plus insupportable ».
Selon Sabine Cantacuzène, le couple aurait eu un quatrième enfant, Charles d'Avila (qui n'a jamais ni confirmé, ni nié ce fait). Selon Georges Brătescu, il n'y aurait pas de raison pour Liszt de ne pas reconnaître un dernier fils, même si son couple battait de l'aile ; il est plus probable que d'Avila, en supposant que sa mère soit Marie d'Agoult, soit né de la liaison de celle-ci avec Louis Tribert, riche propriétaire de Champdeniers.

#### Carolyne de Sayn-Wittgenstein

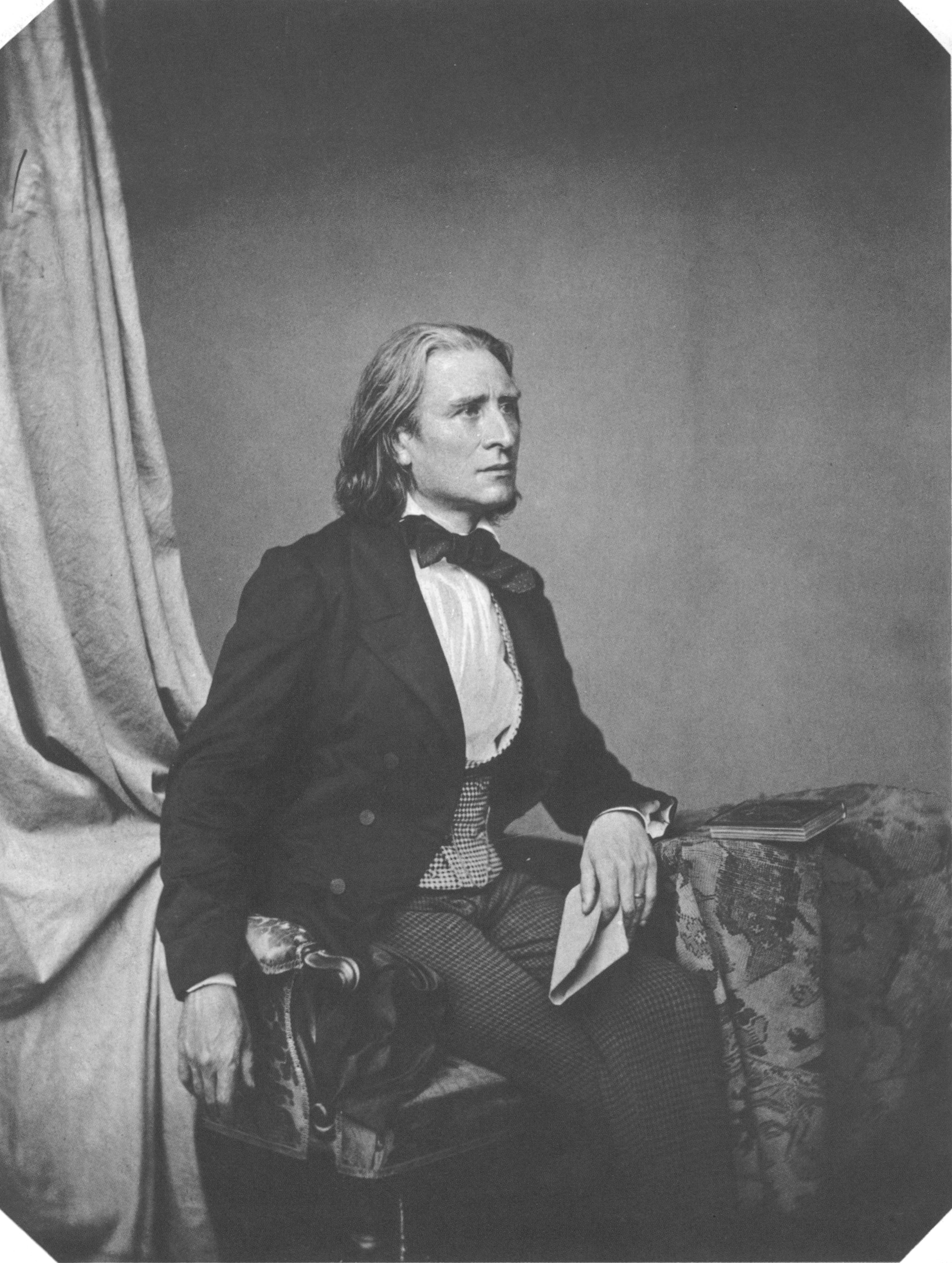
Liszt en 1858 par Franz Hanfstaengl.

Au début de l'année 1847, Liszt part pour Kiev où il organise un concert caritatif au bénéfice des salles d'asiles. Le prix des places est fixé à cinq roubles. Or une mystérieuse bienfaitrice en offre cent roubles. Intrigué, Liszt apprend qu'il s'agit de la princesse de Sayn-Wittgenstein, qui, vivant seule en Podolie, est venue à Kiev régler diverses affaires, et lui rend visite à Woronice (aujourd'hui Voronivtsi) en octobre après une série de concerts en Russie. Des liens forts, platoniques et artistiques, se mettent en place entre eux au cours de ce séjour : Liszt compose Glanes de Woronince qu'il dédie à sa nouvelle muse, tandis que Carolyne aurait pressenti, selon une légende non entièrement accréditée, que celui-ci serait le plus grand compositeur de son temps, en écoutant son Pater noster. Carolyne, vivant séparée de son mari, pense pouvoir obtenir aisément le divorce pour l'épouser. Ayant accepté les fonctions de maître de chapelle à Weimar, Liszt se rend début janvier dans la principauté où Carolyne doit le rejoindre, tandis que les révolutions font rage en Europe. Afin d'éviter les troubles en Pologne, le tsar décrète la fermeture de la frontière : Carolyne et sa fille, Marie, passent in extremis. Par souci des convenances, Liszt s'installe à l'hôtel Erbprinz, et Carolyne au palais de l'Altenburg.
En 1849, tous deux se rendent à Bad Eilsen où ils rédigent les principaux ouvrages de Liszt sur Chopin et la musique tzigane. Puis Liszt, las d'attendre un divorce qui ne vient pas, en dépit de l'influence de la grande-duchesse de Weimar sur le tsar, décide de s'installer avec Carolyne à l'Altenburg. Les conséquences ne s'en font pas attendre : la société conservatrice de Weimar puis la cour grande-ducale ferment leurs portes à la princesse. De la sorte, leur existence devient très précaire : « Nous étions réduits aux dix doigts de Liszt[réf. nécessaire]. » En 1854, Carolyne est bannie de Russie, et tous ses biens sont saisis. Dès lors, elle va accompagner le quotidien de Liszt pendant la décennie qui va suivre, exception faite de séjours de la princesse et de sa fille à Paris en août 1855 pendant que Liszt reçoit ses trois enfants, et à Zurich, chez Wagner, en octobre 1856. Tandis que Liszt quitte Weimar dès 1858, date à laquelle il démissionne de ses fonctions de maître de chapelle, voyageant les deux années suivantes à travers les empires habsbourgeois et français, la princesse ne part du grand-duché pour Rome, afin de plaider pour son divorce, qu'en 1860. À la suite d'avancées encourageantes, Liszt la rejoint là-bas le 21 octobre 1861. Dans la nuit du 21 au 22, un émissaire papal vient les avertir qu'à cause d'un revirement de dernière minute, leur union ne pourrait avoir lieu.

#### Dernières liaisons sentimentales

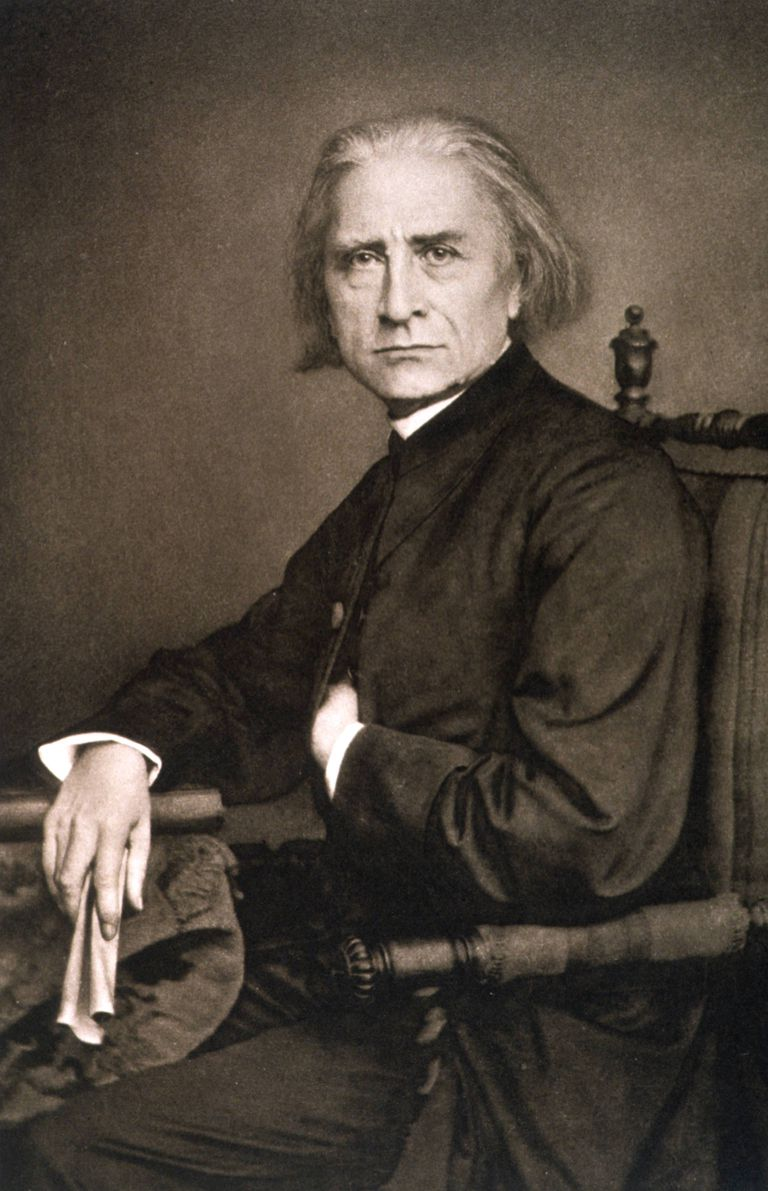
Liszt en 1870.

Prenant acte de cet échec, et quoique le décès du prince de Sayn-Wittgenstein en 1864 rende maintenant l'union possible, Liszt décide de se vouer à la prêtrise (il reçoit la tonsure et les ordres mineurs en 1865 et ne sera jamais prêtre), tandis que Carolyne se consacre à sa grande œuvre théologique en vingt-cinq volumes, Les Causes intérieures de la faiblesse extérieure de l'Église, bientôt mis à l'Index pour son manque d'orthodoxie. Tous deux conservent cependant des liens d'amitié forts. Dès 1863, Liszt fait pourtant la connaissance de la baronne Olga von Meyendorff ; leur liaison sera surtout platonique. En 1869, Liszt croise Olga Janina (née en 1845), jeune comtesse, prétendument cosaque, qui s'était mise en tête de devenir sa maîtresse. Elle y parvient en s'introduisant (contre la consigne) dans la villa d'Este à Tivoli déguisée en homme, les bras chargés de fleurs pour retrouver son professeur adoré, qui avait fui la tentation provoquée par la brûlante élève. Liszt, las de ses excentricités, met un terme à leur relation. De retour d'un voyage en Amérique, elle pénètre dans la maison de l'abbé Liszt munie d'un revolver et de plusieurs flacons de poison : qu'elle ait voulu l'assassiner par dépit, ou bien, trop marquée par Tristan et Isolde, qu'elle croie à la transfiguration de l'amour par la mort, toujours est-il qu'elle n'y parvient pas. De rage, elle aurait publié un pamphlet anti-Liszt, Les souvenirs d'une cosaque, sous le pseudonyme de Robert Franz, suivi bientôt de quatre autres. Liszt revient alors à une vie sentimentale plus calme, notamment auprès de la baronne Olga von Meyendorff qui sera sa compagne quasiment jusqu'à la fin. Quasiment, car en 1879 Liszt fait la connaissance de Lina Schmalhausen, jeune femme qui éprouve une forte passion pour le septuagénaire. Cependant, l'entourage de Liszt et en particulier Cosima cherchent à éviter que tous deux se voient trop, afin de ne pas trop le fatiguer. À la mort de Liszt, Lina héritera, de la main de Cosima, du livre de prière de ce dernier.

### Entre cosmopolitisme et nationalisme
Liszt était sujet de l'empire d'Autriche, né à Raiding, dans une région à majorité germanophone du comitat de Sopron en Hongrie autrichienne, région qui forme de nos jours le Burgenland autrichien. Du côté paternel, son grand-père, Georg, était un Autrichien du nom de List, qui avait magyarisé son patronyme en Liszt ; et du côté maternel, Anna Liszt était une Allemande de Bohême née Maria-Anna Lager le 9 mai 1788 à Krems an der Donau en Autriche. Liszt ne parlait qu'imparfaitement le hongrois, mais n'a jamais cessé d'affirmer son attachement de cœur à la Hongrie : « Il n'y a rien qui puisse m'empêcher, en dépit de ma lamentable ignorance quant au langage hongrois, à m'affirmer depuis toujours magyar par le cœur et l'esprit. » De ce fait, ses origines ont fait l'objet de multiples interprétations, parfois fantaisistes : on en a fait un Italien, un Slovaque, voire un Français. Connaissant l'impact qu'a eu sur lui la culture germanique (notamment Faust), il semble aisé d'en faire un Allemand de Hongrie.
Deux explications ont été avancées pour expliquer que Liszt se réclame d'une nation dont il ne possède ni la langue ni les origines. La première, c'est qu'au XIXe siècle, les entités nationales sont encore floues, tandis qu'au sein de l'élite se maintient un idéal multiculturel et européen hérité du XVIIIe siècle, d'où les multiples influences culturelles sur la musique lisztienne (allemandes, françaises, italiennes, roumaines, slaves, tziganes), le fait qu'il se sente partout chez lui (en Suisse, à Paris, à Rome, à Weimar, à Budapest, à Vienne…), ainsi qu'une double descendance française (via Blandine, qui a épousé le premier ministre républicain de Napoléon III, Émile Ollivier) et allemande (via Cosima Wagner). La deuxième explication, avancée par Coby Lubliner, serait qu'Adam Liszt se serait inventé une nationalité hongroise afin que des aristocrates hongrois (comme la famille Esterházy) lancent, par fierté nationale, la carrière de son fils, invention que Liszt aurait fini par croire : « Adam Liszt avait également une seconde raison pour réclamer une identité hongroise pour son fils et lui-même : c'était une manière de reconnaître sa dette à l'égard des nobles hongrois, qui avaient patronné la carrière de Franz depuis son premier concert à Pressburg ». De fait, selon celui-ci, la nationalité réelle de Liszt ne serait ni hongroise, ni allemande, ni française, mais autrichienne, voire austro-hongroise avant la lettre.

### Recherche de l'engagement

#### Engagement social

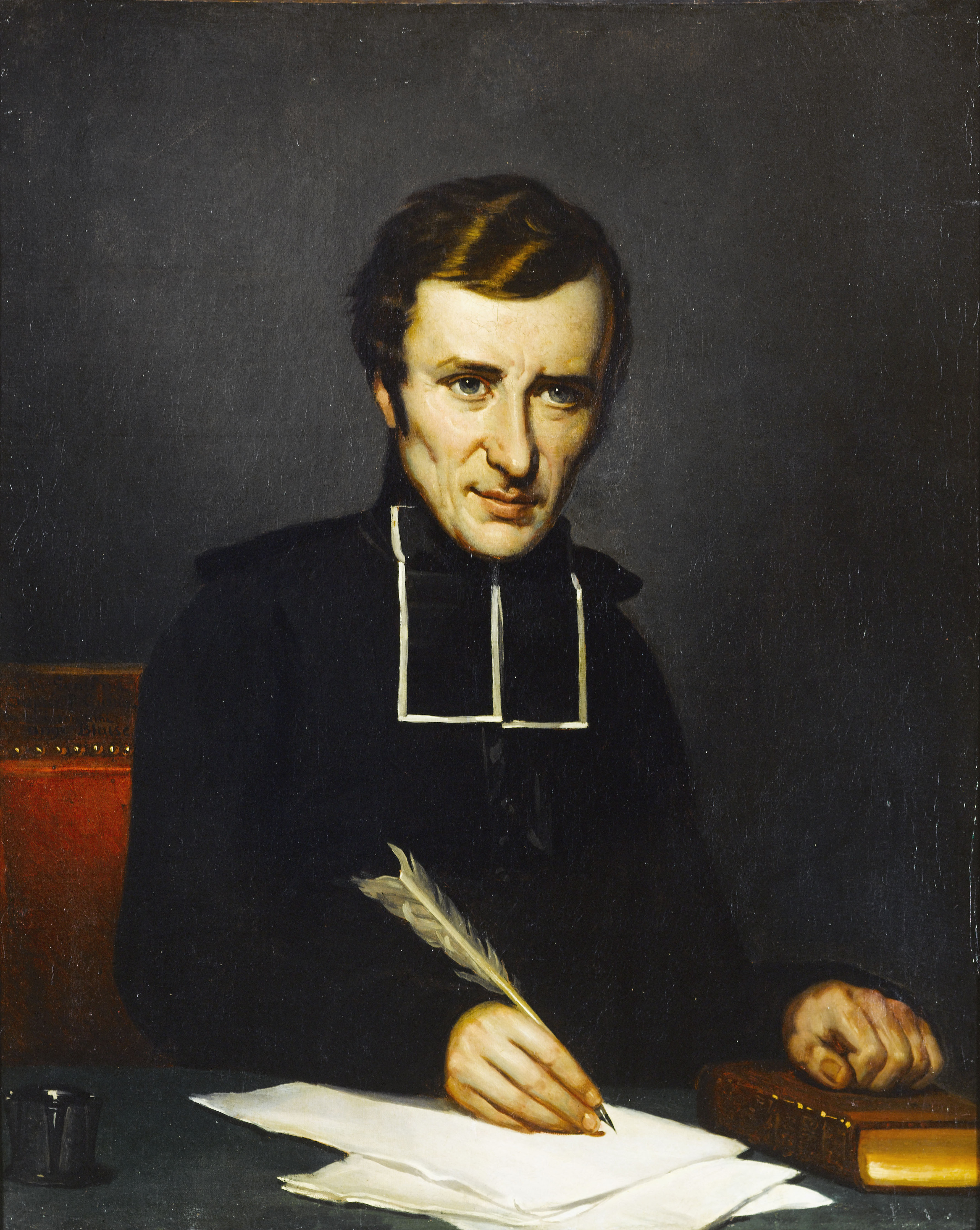
Félicité Robert de Lamennais.

L'engagement de Liszt prend naissance avec la révolution de juillet, un peu sous la forme d'un remède à la crise mystique qui couvait depuis 1828. Sous le coup de l'événement, le pianiste hongrois conçoit une Symphonie révolutionnaire qui deviendra plus tard l'Héroïde funèbre. Liszt s'attache d'autre part à Émile Barrault, professeur de rhétorique qui va lui ouvrir les cercles saint-simoniens. Il va ainsi notamment faire la connaissance de Lamartine, de Lamennais et de La Fayette. Plus que Saint-Simon, c'est Lamennais qui laisse sur lui une trace durable : Liszt le connaît personnellement et devient son disciple jusqu'à la fin de ses jours. Toutes ces influences théoriques vont se traduire à la fois en écrits (De la situation des artistes et de leur condition dans la société, dans la Gazette musicale de Paris du 3 et du 17 mai 1835) en musique (transcription de La Marseillaise, pièce Lyon sur la révolte des canuts intégrée à l'Album d'un voyageur) et en actes (concerts caritatifs). Avec le temps et des femmes, et sous le double impact de son travail de compositeur et d'interprète, cet engagement va progressivement disparaître. Ainsi, en 1848, loin de devenir le chef de la Hongrie révoltée comme le prêtait la rumeur, Liszt s'installe à Weimar tout en soutenant de loin ses compatriotes (composition de Funérailles). Si le Liszt de la maturité n'a plus la fougue de la jeunesse, celui de la vieillesse va abandonner tout engagement social pour se consacrer aux affaires religieuses.

#### Engagement religieux
La première crise mystique qui affecte Liszt date de 1827 et est le résultat de deux causes : la rupture de la liaison amoureuse avec son élève, Caroline de Saint-Cricq, provoquée par le père de celle-ci ; d'autre part l'exigence et l'autorité paternelles, par trop écrasantes. Le jeune Franz voudrait entrer dans les ordres, mais son père s'y oppose. La mort de ce dernier rendrait possible l'entreprise, mais l'intervention de sa mère y met fin, comme le montre une lettre datant de 1879 à Carolyne de Sayn-Wittgenstein : « Je suivais seulement en simplicité et droiture de cœur, l'ancien penchant catholique de ma jeunesse. S'il n'avait été contrarié dans sa première ferveur par ma très bonne mère et mon confesseur, l'abbé Bardin, il m'eût conduit au séminaire en 1830 et plus tard à la prêtrise […] et l'abbé Bardin, assez amateur de musique, tint peut-être trop compte de ma petite célébrité précoce, en me conseillant de servir Dieu et l'Église dans ma profession d'artiste. » Suivant à la lettre le conseil de l'abbé Bardin, le jeune Liszt va tenter d'unir sa profession musicale et son mysticisme : « Nous crions sans relâche qu'une grande œuvre, qu'une grande mission religieuse et sociale est imposée aux artistes ». L'adultère commis avec Marie d'Agoult met fin à cette tentative.
Marie d'Agoult, sa carrière de virtuose et son travail d'administrateur à Weimar font qu'il ne retrouve le zèle religieux de sa jeunesse qu'à partir de 1860. Il écrit à Carolyne de Sayn-Wittgenstein en 1877 : « Après m'être douloureusement privé pendant trente années, de 1830 à 1860, du sacrement de pénitence, c'est avec une pleine conviction qu'en y recourant de nouveau j'ai pu dire à mon confesseur, notre curé Hohmann de Weimar : « Ma vie n'a été qu'un long égarement du sentiment de l'amour ». J'ajoute : singulièrement mené par la musique — l'art divin et satanique à la fois — plus que tous les autres il nous induit en tentation. » Dès lors, Liszt, comprenant, ou croyant comprendre qu'il avait fait fausse route jusque-là, se réfugie à Rome où il se fera membre du Tiers-Ordre franciscain. Il se met au service de la hiérarchie catholique en composant des œuvres très mal perçues : La Messe de Gran, Sainte Élisabeth, Christus. Liszt tente à l'époque, sans succès, de révolutionner la musique religieuse. À la fin de sa vie, il poursuit encore cet idéal tout en recourant à des audaces techniques de plus en plus marquées telles que dans Via Crucis. Néanmoins, il compose aussi des œuvres profanes, comme les dernières Méphisto-valses et En rêve — nocturne.

## Un pianiste virtuose

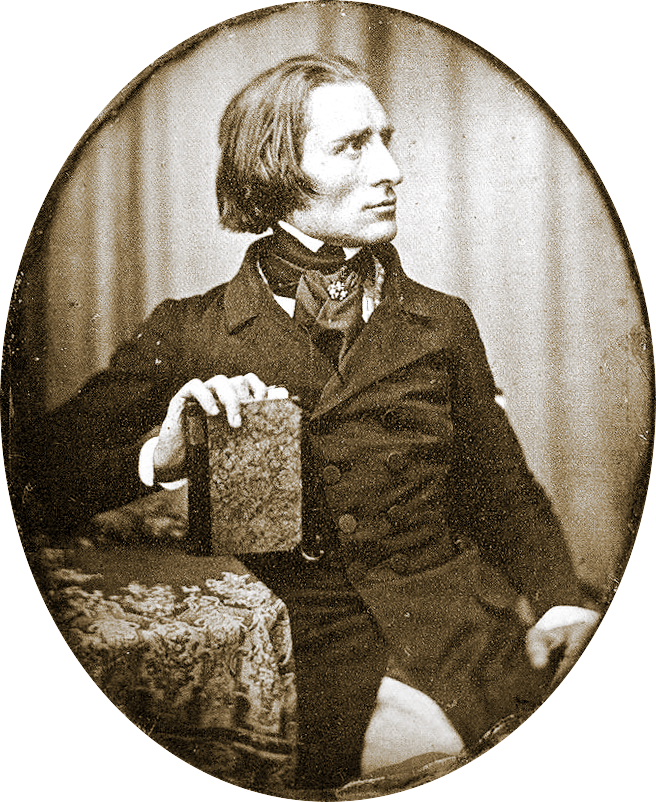
Liszt en 1843, photographie de Hermann Biow.

Toutes les sources s'accordent pour faire de Liszt un des plus grands pianistes de son temps. Cependant, il n'existe aucun enregistrement pour pouvoir en juger.
Néanmoins, plusieurs indications permettent de se faire une idée de ses capacités de virtuose. D'abord sur le plan purement technique, Liszt possède une main d'une taille peu commune qui lui permet d'atteindre la douzième. Son professeur, Czerny, était, et demeure, le maître incontesté pour ce qui est de la vélocité et de l'agilité pianistique. C'est sur le plan intellectuel que la supériorité de Liszt est la plus visible. Il exécute ainsi quantité de prouesses telles que l'interprétation d'œuvres non encore déchiffrées (une sonate de Moscheles à dix ans, le concerto pour piano de Grieg à soixante), ou l'improvisation sur des thèmes donnés par le public (concert de 1847 à Kiev). Ensuite, nombre de ses œuvres requièrent de grandes facultés intellectuelles pour pouvoir être jouées correctement. En témoigne ce commentaire sur les transcriptions de Schubert : « Dans ces lieder la difficulté n'est pas seulement digitale. Elle est aussi intellectuelle. Le chant, situé dans la partie médiane […] passe constamment d'une main à l'autre, et contraint le pianiste à une gymnastique mentale assez éprouvante, et dont sont incapables, plus simplement, la grande majorité des interprètes actuels ».
Son esthétique a pu être marquée par les perspectives que lui ouvrait sa synesthésie musique-couleurs.

## Un professeur réputé

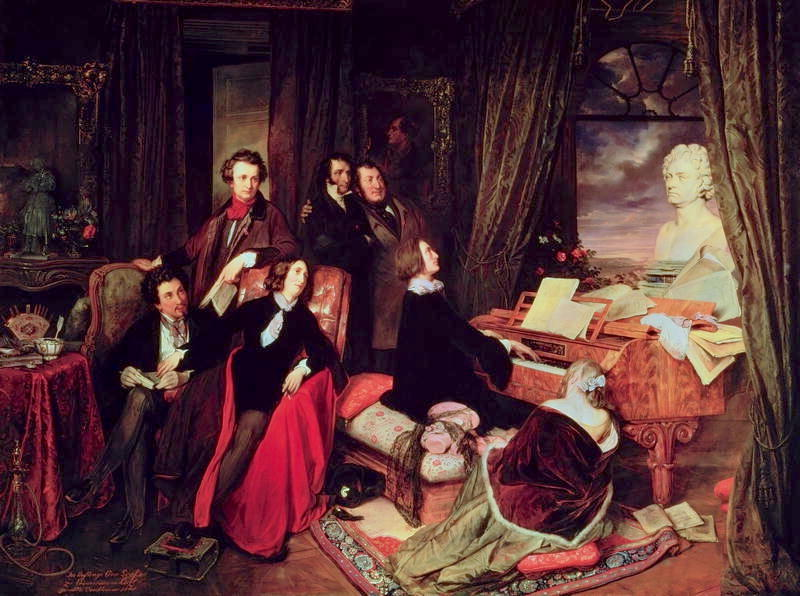
Une matinée chez Liszt à Paris en 1840, avec Liszt jouant devant un buste de Beethoven et entouré par Dumas père, Hugo, Paganini, Rossini, Sand et Marie d'Agoult (de dos, assise sur le plancher). Peinture de Josef Danhauser, commande du facteur de pianos Conrad Graf. Alte Nationalgalerie de Berlin.

### Paris (1827-1834)

#### Débuts tumultueux
Liszt a commencé la transmission de son art du piano dès la fin de sa dix-septième année dans le courant du mois de septembre 1827. Il occupait alors un appartement modeste de Paris au no 7 de la rue de Montholon. Cette période est celle qui a vu naître la première passion amoureuse de Liszt, pour une de ses élèves, Caroline de Saint-Cricq. Si l'activité de professeur du musicien bat son plein pendant cette période de bonheur, la séparation des deux amants plonge Franz dans un désespoir profond qui affecte son professorat. Après un arrêt total des leçons et une reprise douloureuse pour s'arracher à la pauvreté, le jeune homme enseignera le piano sans enthousiasme ; les lectures exprimant sa triste instruction coupent pendant des heures les périodes d'enseignement du piano. La guérison de ce mal lors de la révolution de 1830 relance le musicien dans toutes les activités relevant de son art.

#### Transmission de la vénération pour les grands de l'art
Après avoir assisté au concert de Paganini le 9 mars 1832, Liszt exprime l'idée ferme qu'il se forme, à ce stade de sa vie, concernant la musique : « Un moi monstrueux ne saurait être qu'un dieu solitaire et triste ». Liszt cherche alors inlassablement à faire parler son âme au piano et c'est ce qu'il enseigne à ses élèves.
Liszt écrit à cette époque à l'un de ses premiers élèves, Pierre Wolf :

« Mon esprit et mes doigts travaillent comme deux damnés ; Homère, la Bible, Platon, Locke, Byron, Hugo, Lamartine, Chateaubriand, Beethoven, Bach, Hummel, Mozart, Weber, sont tous à l'entour de moi. Je les étudie, les médite, les dévore avec fureur ; de plus, je travaille quatre à cinq heures d'exercices (tierces, sixtes, octaves, trémolos, notes répétées, cadences, etc.). Ah ! pourvu que je ne devienne pas fou, tu retrouveras un artiste en moi. Oui, un artiste tel que tu les demandes, tel qu'il en faut aujourd'hui. « Et moi aussi je suis peintre », s'écria Michel Ange la première fois qu'il vit un chef-d'œuvre… Quoique petit et pauvre, ton ami ne cesse de répéter les paroles du grand homme depuis le dernier concert de Paganini. »

Liszt faisait étudier les fugues de Bach à ses élèves, notamment à Valérie Boissier, qui venait accompagnée de sa mère Caroline. Celle-ci, grâce aux notes prises pendant les leçons, fournit un témoignage précieux sur les cours de piano que donnait Franz Liszt au début des années 1830. L'ensemble de ces écrits révèle, par l'attitude du professeur ainsi décrite, de nouveaux aspects de la personnalité du musicien. Tout d'abord, comme pour lui-même, il s'attache à l'expression de l'âme dans le jeu de ses élèves. Ainsi, les notes de Mme Boissier mère décrivent par exemple Liszt lisant l'ode de Hugo à son élève avant de lui faire jouer une étude de Moscheles : il voulait lui faire comprendre par ce moyen l'esprit du morceau pour lequel il trouvait de l'analogie avec la poésie.
Ensuite, par respect profond pour les grands Weber et Beethoven, il se refuse à jouer leurs œuvres en public (ne se trouvant pas encore digne d'elles) et à les faire travailler à tout va à ses élèves. Selon Mme Boissier, « il s'humilie profondément devant Weber et Beethoven […] cependant, il les joue en brûlant son piano ».

### Genève (1836-1838)

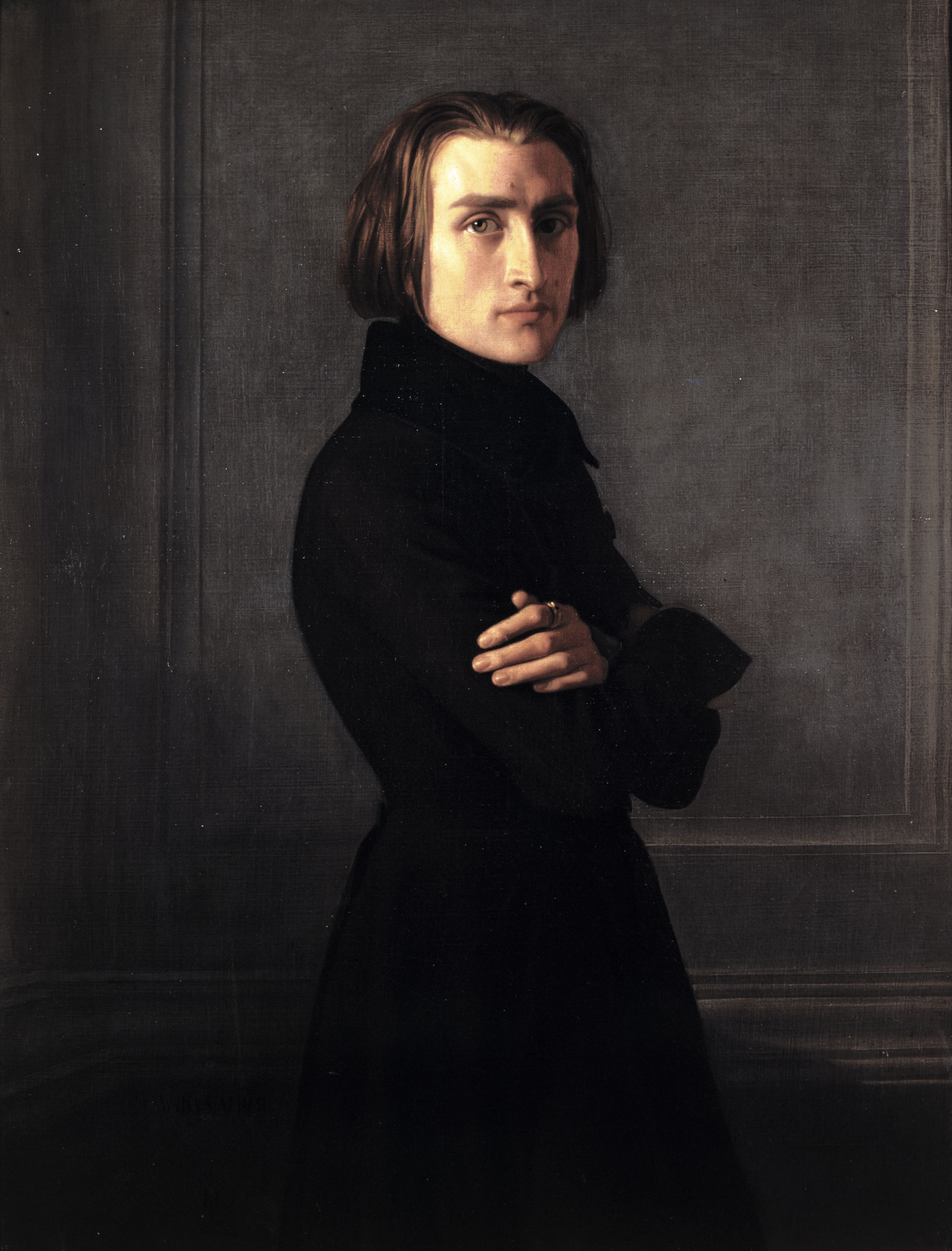
Liszt en 1839 par Henri Lehmann.

À l'éloignement de Paris avec Marie d'Agoult pour Genève est associé un déclin de l'intérêt de Franz pour l'enseignement du piano. Ses journées se succèdent de la façon suivante : deux pour le piano et une pour les travaux littéraires ; et le grand intérêt qu'il porte aux controverses, idées et autres soirées sur les thèmes de la philosophie et de la religion ont éloigné le musicien du rôle de professeur.
À partir de 1836, un double changement se produit dans la vie de professeur du jeune Liszt. D'une part, fort de sa générosité et de son implication dans l'accès et la reconnaissance de la musique, Liszt offre spontanément au tout jeune conservatoire de Genève un cours de piano gratuit. D'autre part, pour s'assurer un revenu, le musicien reprend le vieux système des leçons particulières.
Un livre de classe tenu par Franz Liszt montre qu'il avait un sens de l'humour certain :
- « 2 - Amélie Calame : jolis doigts, le travail est assidu et très soigné, presque trop. Capable d'enseigner » ;
- « 5 - Marie Demellyer : méthode vicieuse (si méthode il y a), zèle extrême, dispositions médiocres. Grimaces, contorsions. Gloire à Dieu dans le ciel et paix aux hommes de bonne volonté » ;
- « 8 - Julie Raffard : sentiment musical très remarquable. Très petites mains. Exécution brillante » ;
- « 12 - Ida Milliquet : artiste genevoise ; flasque et médiocre. Assez bonne tenue au piano » ;
- « 13 - Jenny Gambini : Beaux yeux ![41] »

### Weimar (1849-1858)
La période de retraite chez George Sand et celle des tournées dans toute l'Europe qui suivit ne fut pas propice au professorat de Liszt. À son apogée, sa carrière de virtuose nécessitait de jouer ce rôle à plein temps et l'éloignait de tout souci d'argent. Pendant la première période « weimarienne » (1848-1860), le Maître de chapelle en service extraordinaire n'a pas non plus nécessité de donner des cours de piano. Ses journées sont malgré tout encore tournées vers le don de sa personne : la composition et la préparation des concerts.
Liszt n'assure pas lui-même l'enseignement pianistique des filles qu'il a eues avec Marie d'Agoult. Lorsque le compositeur se rapproche de ses filles à Paris il les trouve « plus avancées qu'il n'en pensait, bien qu'un peu rêvassières ». Il confie à son disciple et ami Hans von Bülow de poursuivre leur enseignement du piano selon les idées qu'il prône. La correspondance laissée entre les deux hommes montre d'une part l'intérêt du père pour l'instruction de ses filles (il réclame des nouvelles des demoiselles Liszt dans ses courriers) et d'autre part l'utilisation par le professeur de la méthode de Liszt. En effet, les jeunes filles travaillent surtout les grands maîtres (Jean-Sébastien Bach et Beethoven essentiellement) mais aussi des arrangements à quatre mains (vraisemblablement de Liszt) d'œuvres instrumentales. Comme le remarquait Bülow dans sa correspondance avec Liszt à propos des œuvres instrumentales jouées à quatre mains : « Je leur en fais l'analyse et je mets plutôt trop de pédantisme que trop peu dans la surveillance de leurs études ».
Pendant toute cette période et surtout à sa fin (en décembre 1858), le cercle des élèves (et amis) du musicien comprend nombre d'interprètes qui deviendront marquants. Ainsi, ce cercle est surtout formé de Rubinstein, Klindworth, Cornélius, Bronsart et Tausig.
Les années suivantes puis celles à Monte Mario ne furent pas propices à l'enseignement. Ses différentes retraites et son rapprochement de plus en plus poussé vers l'Église dans la deuxième moitié des années 1860 montrent que le musicien s'occupe de moins en moins de sa célébrité.

### Seconde incarnation weimaroise (1869-1886)

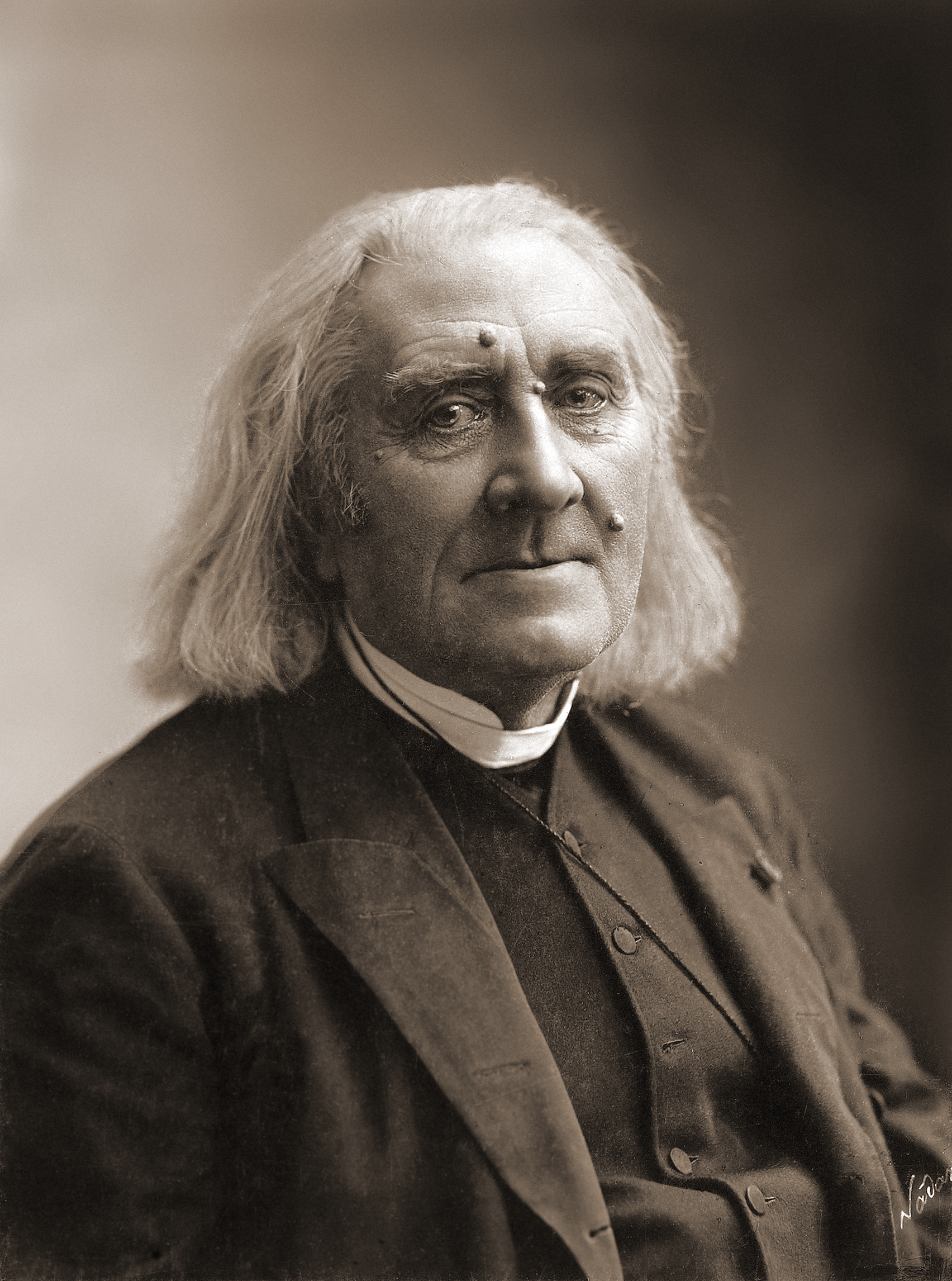
Liszt par Nadar, 1886.

À partir de 1869, Liszt, dépouillé de toutes les futilités de la vie, vit dans une petite maison de maître-jardinier où il donne de nombreux cours de piano. Moins concentré sur sa carrière que sur la piété de son existence, le musicien consacre tous ses après-midi à l'enseignement du piano, en général à plusieurs élèves rassemblés, quelquefois à tous en même temps (il eut dès la première saison plus d'une vingtaine d'élèves), s'amusant des maladresses des uns et luttant contre la propreté « conservatoire » des autres ; l'homme est aussi craint qu'admiré.
L'abbé Liszt donne toutes ses leçons gratuitement et s'intéresse à la progression de tous ses élèves (de nombreuses correspondances en témoignent). Comme il est toujours adoré des femmes, cette attention égalitaire entre les élèves a parfois déclenché les jalousies. Le sexagénaire rend encore ses élèves amoureuses comme en témoigne l'histoire de la comtesse Janina qui s'est éprise follement de lui.
La vieillesse de Liszt à la villa d'Este, Budapest puis Weimar, dans sa pauvreté joyeuse, est marquée par le vol d'élèves indignes profitant de l'âge et de l'insouciance du musicien. Sa méthode musicale d'alors est décrite par une lettre de Borodine : « Liszt ne donne jamais de morceaux à étudier, il laisse à ses élèves la liberté du choix. Cependant ils lui demandent généralement conseil, pour éviter d'être arrêtés aux premières notes par une observation […] Il donne peu d'attention à la technique, au doigté, mais il s'occupe surtout du rendu, de l'expression ». Il arrêtera très tard son activité de professeur (lorsque son état de santé ne la permettra plus dans les derniers mois de sa vie), comme il n'arrêtera jamais de vivre pour la musique.

## Le compositeur et son époque

### La cause musicale: la musique de l'avenir
« Ma seule ambition de musicien était et serait de lancer mon javelot dans les espaces indéfinis de l'avenir… (Liszt) »

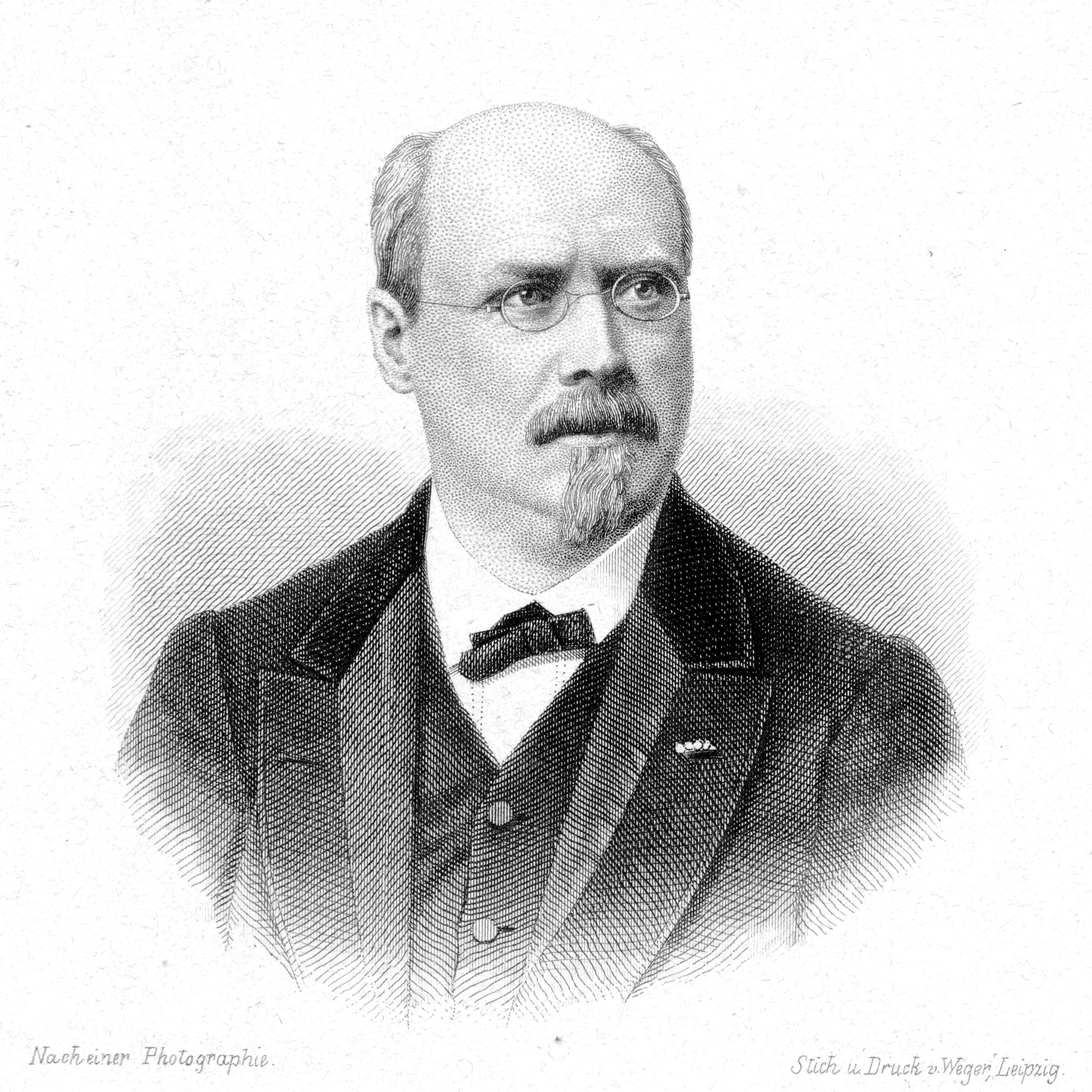
Joachim Raff, secrétaire musical de Liszt.

C'est en pleine tourmente révolutionnaire, alors que courent de nombreuses rumeurs, dont se fait écho la Revue et gazette musicale de Paris, que Liszt accepte le poste de maître de chapelle à Weimar. Il est rejoint quelques mois après (en juin 1848) par Carolyne qui tente alors d'obtenir le divorce. Dès son installation, son activité commence par la création le 11 novembre de l'ouverture du Tannhäuser de Richard Wagner puis celle de l'opéra entier le 16 janvier 1849. En août, il organise une célébration en l'honneur du centenaire de Gœthe où il crée des pièces composées pour l'occasion (Le Prométhée) ainsi que le Lohengrin de Wagner. Peu à peu, sa vie s'organise avec l'engagement de Joachim Raff comme secrétaire musical, puis l'installation à l'Altenburg, entrecoupée de séjours à Bad Eilsen (fin 1849, Liszt y écrit, en collaboration avec Carolyne, Des bohémiens et de leur musique en Hongrie), la participation à de nombreux organismes musicaux (la Neu Weimar Verein dont il est président), et enfin l'organisation de nombreux festivals musicaux à Karlsruhe, et à Ballenstedt. De nombreux disciples le rejoignent : Hans von Bülow, Cornelius, Carl Tausig.

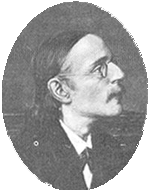
Peter Cornelius.

Rapidement, Liszt devient l'introducteur privilégié de la « musique de l'avenir ». Outre Richard Wagner, il fait beaucoup pour Berlioz avec deux « semaines Berlioz » (en 1852 et en 1854, où le compositeur français dirige ses propres œuvres en alternance avec Liszt) ainsi que pour ses élèves (création en 1851 du Roi Alfred de Joachim Raff, et en 1857 du Barbier de Bagdad de Cornelius). Par ailleurs, il aide à la redécouverte de chefs-d'œuvre oubliés (création de l'opéra de Schubert Alphonse et Estrella), et crée ses propres œuvres (la Sonate en si mineur par Hans von Bülow en 1857 et la plupart des poèmes symphoniques). Cependant, cette activité ne rencontre pas les succès espérés. Tout d'abord, Liszt manque de moyens et doit sans cesse demander au grand-duc des crédits supplémentaires. Or en 1857 le grand-duc Charles-Alexandre engage un nouvel intendant, Franz Dingelstedt, pour qui les priorités financières vont au théâtre, et qui lui voue par ailleurs une profonde jalousie. Ensuite, les réticences envers la « musique de l'avenir » sont de plus en plus marquées .
Déjà en 1849, la grande-duchesse avait dû acheter des billets et les distribuer à quelques-uns de ses amis afin d'éviter que Lohengrin ne fût créé au sein d'une salle quasiment vide. Puis les contestations demeurent constantes, et connaissent une expression décisive en 1858 lors d'une cabale lancée à l'encontre du Barbier de Bagdad du protégé de Liszt Cornelius. En conséquence, Liszt renonce définitivement à ses fonctions de chef d'orchestre. Il y revient encore de manière intermittente à Weimar, mais le manifeste des tenants de la « Tradition » (Brahms, Joachim), publié en 1860, achève de le décourager.

### Le soutien aux compositeurs contemporains

#### Liszt et Berlioz

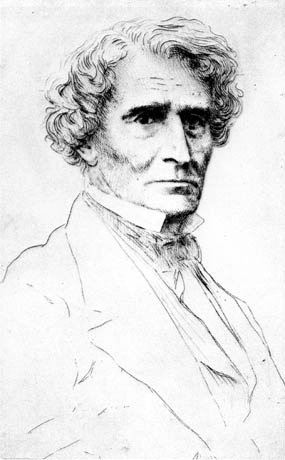
Hector Berlioz.

Une étude reste à faire sur l'aide considérable que Berlioz a reçue de Liszt et la correspondance de Berlioz reste insuffisante pour le biographe : elle souffre d'un déséquilibre après que Berlioz a brûlé nombre de lettres reçues, à la suite du décès de son fils en 1867. Outre les transcriptions des œuvres de Berlioz, Liszt est également interprète dans des concerts dirigés par Berlioz qu'il qualifie d'« homme de génie, homme populaire qui cependant restera toujours supérieur à sa popularité ; Berlioz l'artiste nouveau par excellence, le musicien du canon de juillet et de la France ». L'amitié des deux compositeurs est célèbre, elle fut longue, tous les écrits de Liszt et de Berlioz l'attestent, jusqu'à la découverte des opéras de Wagner que Liszt va diriger. Il écrit alors : « Son prénom Hector, ne lui a pas porté bonheur — L'Achille Wagner étant survenu en dominateur du drame musical contemporain »[réf. nécessaire].

#### Liszt et Wagner: l'amitié artistique
La première rencontre avec Wagner a lieu en 1840 lorsque celui-ci, jeune compositeur inconnu et misérable, demande de l'aide à Liszt, qui connaît déjà un succès considérable. Après quelques années d'une relation peu soutenue, la correspondance épistolaire se fait de plus en plus intense. Dans leurs lettres, Wagner réaffirme sans cesse son besoin pressant d'argent. Liszt tente de satisfaire comme il peut les désirs de son protégé, dont il commence à apprécier les œuvres : en 1849, il monte Tannhäuser, qui est un succès phénoménal. En 1853, Liszt passe à Paris et en profite pour revoir ses enfants et les présenter à Wagner. La fille cadette, Cosima, se mariera plus tard avec le compositeur allemand. Il organise par ailleurs à Weimar une semaine Wagner à cette même date.
Revenu à Weimar, Liszt continue de diriger les œuvres de Wagner toujours avec le même succès, ce dont Wagner le remercie en ces termes : « Merci, ô mon Christ aimé. Je te considère comme le sauveur lui-même ». La correspondance continue, s'amplifie même au cours des années, jusqu'en 1859 : alors que Wagner ne cesse de demander de l'argent à Liszt, ce dernier ne peut accéder à ses requêtes, car lui-même est en période de vaches maigres. Wagner s'en agace. La même année, surgit un autre sujet de friction : l'influence musicale de Liszt sur Wagner, influence que ce dernier a toujours refusé de reconnaître publiquement. En juin et août, peu après les premières auditions du prélude de Tristan et Iseult, le musicologue Richard Pohl a fait paraître un panégyrique dans lequel il attribue directement à Liszt la substance harmonique de l'œuvre. Le 7 octobre, Wagner écrit à Bülow : « Il y a nombre de sujets sur lesquels nous sommes tout à fait francs entre nous ; par exemple que je traite l'harmonie de manière tout à fait différente depuis que je me suis familiarisé avec les compositions de Liszt. Mais quand l'ami Pohl le révèle au monde entier, qui plus est en tête d'une notice sur mon prélude, c'est pour moi une indiscrétion ; ou dois-je penser que c'est une indiscrétion autorisée ? ». Ces tensions amènent une rupture éphémère puisque dans la même année Wagner et Liszt renouent le contact.
Les deux compositeurs se brouillent de nouveau quelques années plus tard au sujet de Cosima, la fille de Liszt, alors que Wagner s'intéresse à elle depuis quelques années. Or, la jeune fille est déjà mariée avec Hans von Bülow, ancien élève de Liszt, et a vingt-cinq ans de moins que Wagner ; celui-ci et Cosima s'avouent néanmoins leur amour. En 1870, Liszt décide alors de couper les ponts avec le couple.
Wagner tente de regagner, sous un flot d'éloges épistolaires, l'estime de « son Christ », à la suite de quoi la correspondance reprend. Liszt pardonne aussi à sa fille. L'inauguration du palais des festivals de Bayreuth par Wagner est l'occasion de démonstrations réciproques d'amitié. Liszt assiste en 1882 à la première représentation de Parsifal, qui suscite chez lui un enthousiasme des plus puissants : « Mon point de vue reste fixe : l'admiration absolue, excessive si l'on veut », répond-il à la princesse de Sayn-Wittgenstein, sa compagne en titre. Mais en 1883, Liszt apprend la mort de Wagner. Sa seule réaction est « Pourquoi pas ? », puis, quelques minutes après, « Lui aujourd'hui, moi demain ». Liszt meurt trois ans plus tard.

#### Liszt et Verdi

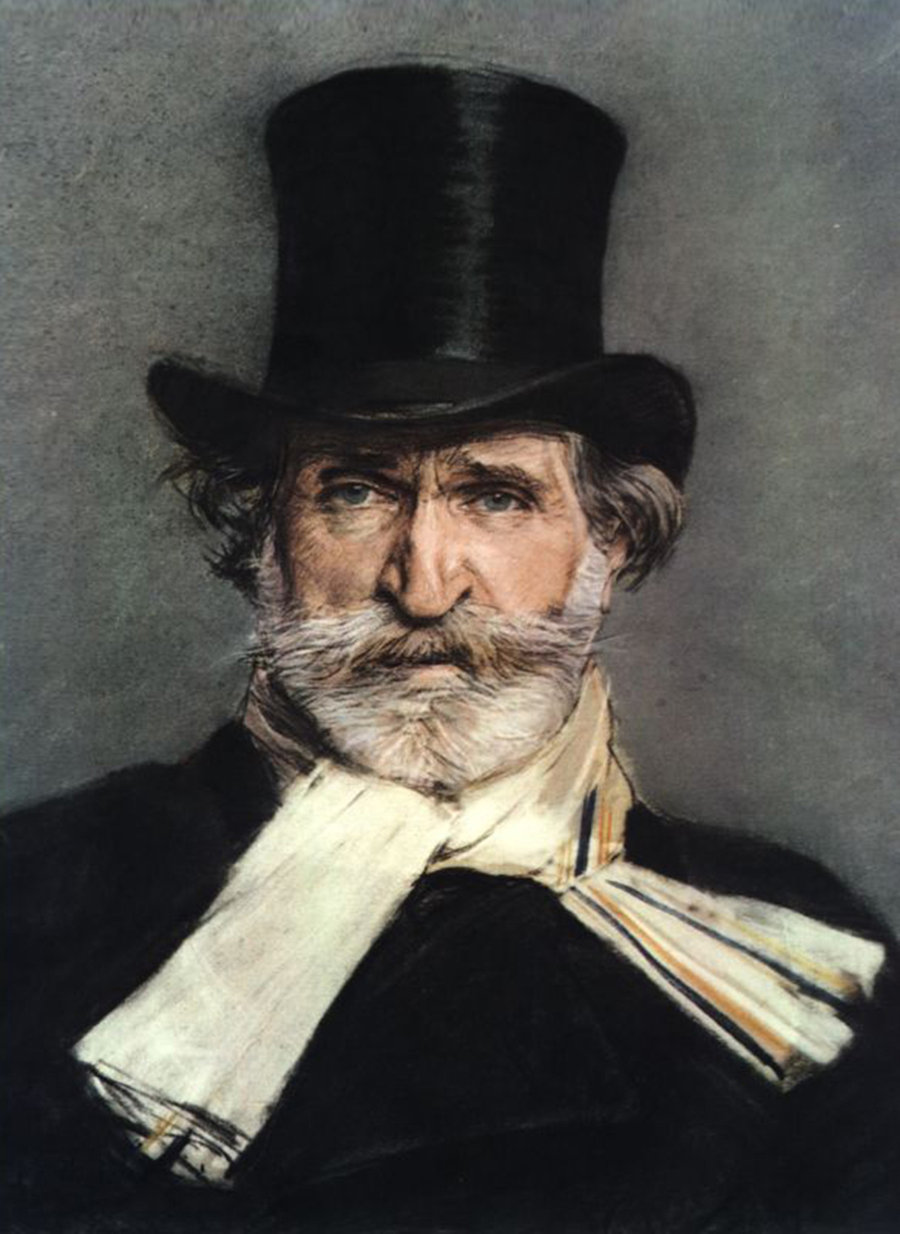
Verdi en 1886.

Comme souvent dans la vie de Liszt, sa relation avec Veredi est à sens unique. Il rencontre l'art de Verdi assez tôt et entreprend une première transcription de Ernani dès 1847, alors que le compositeur italien n'avait pas encore produit de chefs-d'œuvre impérissables. Puis Liszt, très engagé à Weimar, n'a pas le temps d'approfondir cette relation. Une commande de 1859 pour une transcription de Rigoletto et du Trovatore va lui en donner l'occasion. S'ensuit une transcription de Don Carlos (1867), puis une d'Aïda (1877) (en multipliant les dissonances dans cette dernière œuvre, il tente d'intégrer Verdi à l'avant-garde musicale, ce qui n'était plus vraiment le cas). Enfin, fortement impressionné par la représentation de la seconde version de Simon Boccanegra, il en donne une de ses ultimes transcriptions, très épurée, en 1881.
En revanche, Verdi ne montre guère d'intérêt envers Liszt, ne voyant en lui que le wagnérien partisan de la « musique de l'avenir ».

#### Liszt et Chopin

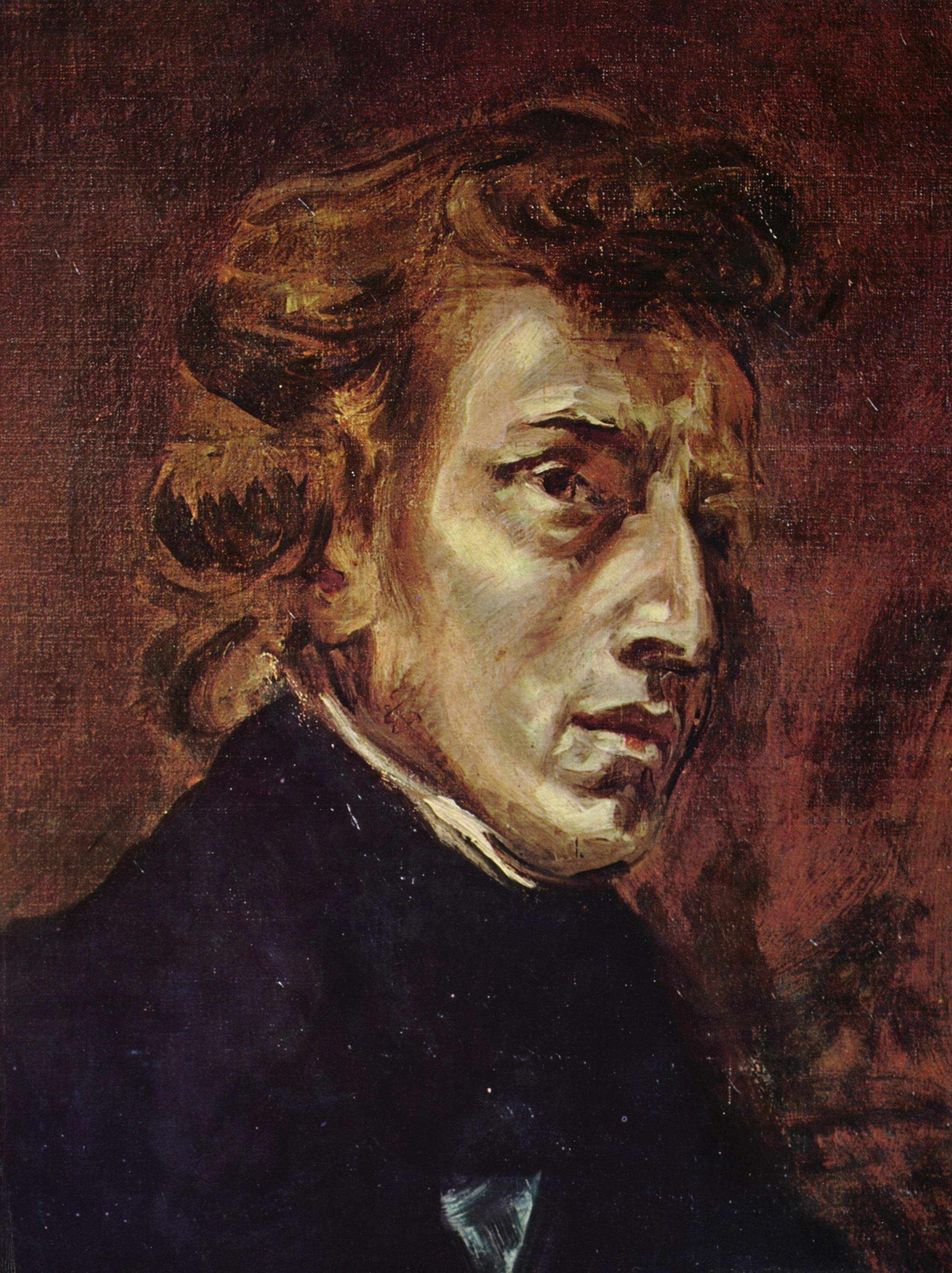
Frédéric Chopin, peint par Delacroix.

Liszt et Chopin, assez semblables par leur parcours de musiciens originaires d'Europe centrale et émigrés en France, nourrissent des relations ambiguës, un temps conflictuelles. Franz Liszt se lie avec Frédéric Chopin dans le contexte du milieu artistique et bohème du début des années 1830. Leur admiration réciproque de musiciens atteint très rapidement les plus hauts degrés. Par exemple, Liszt portait un amour certain pour les Études du Polonais, lui-même admiratif de la façon de les rendre de Liszt (il déclarait vouloir lui voler sa manière de les rendre), et décidant de les lui dédier ; par ailleurs, il y a dans l'appartement parisien de Chopin, peu meublé, une petite table près du piano sur laquelle est seul posé le portrait de Franz Liszt.
Dans le cercle assez restreint des fréquentations de Chopin, la génération romantique parisienne de 1830 concernant tous les arts se retrouve. Henri Heine, Hiller, George Sand, Eugène Delacroix, Giacomo Meyerbeer ou le poète Adam Mickiewicz sont les amis communs des deux musiciens. Franz est de ceux qui se seront permis d'appeler « Chopino » ou encore « Chopinissimo » le plus grand pianiste français du XIXe siècle.
Cependant, ils se brouilleront bien vite pour des raisons d'ordre privé (Liszt utilise l'appartement de Chopin en l'absence de celui-ci pour ses rencontres amoureuses) et artistiques, la critique et le public voyant en eux les représentants de deux écoles antagonistes : Liszt celle de la virtuosité transcendantale, et Chopin celle de « la plus exquise sensibilité ». Par la suite, à cette double rivalité se greffe celle de George Sand et de Marie d'Agoult.
La maladie puis la mort de Chopin effacent toutes ces rancœurs : outre ses publications à la Gazette musicale, c'est dans un manifeste intitulé De la situation des artistes que Liszt plaide sa conception des programmes musicaux en remplaçant par Mozart, Beethoven et Weber mais aussi ses amis, Berlioz et Chopin, la plate musique jouée dans les concerts en Europe.
Le décès de Chopin est avec celui de Lichnowsky (à la fin de l'année 1848) l'origine établie de l'Héroïde funèbre de Liszt.
La dette de Liszt vis-à-vis de Chopin est très claire. Dès 1830, ce dernier a en effet publié sa première série de douze études, adoptant tout de suite le style qui sera le sien jusqu'à la fin de ses jours. La formation de Liszt est beaucoup plus lente : il ne se trouvera vraiment lui-même qu'à la fin des années 1840, en écrivant des ouvrages chopinien : les deux ballades, les polonaises, la bénédiction de Dieu dans la solitude. Parallèlement à la musique, le trépas de son grand ami et partenaire de travail lui inspirera une succession de 17 articles à sa mémoire qui, par la suite, accoucheront d'un livre sobrement intitulé Chopin par Liszt. Théophile Gautier a qualifié l'ouvrage de « remarquable sous le rapport du style et de la fantaisie ».

#### Liszt et Borodine

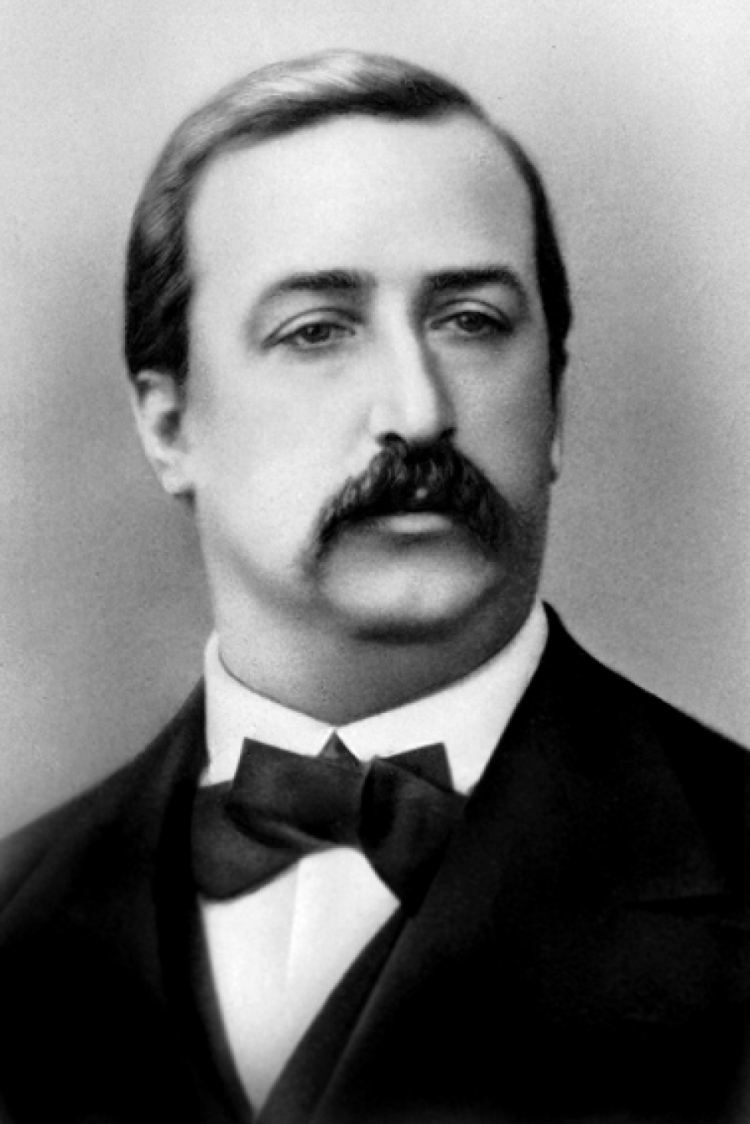
Alexandre Borodine en 1865.

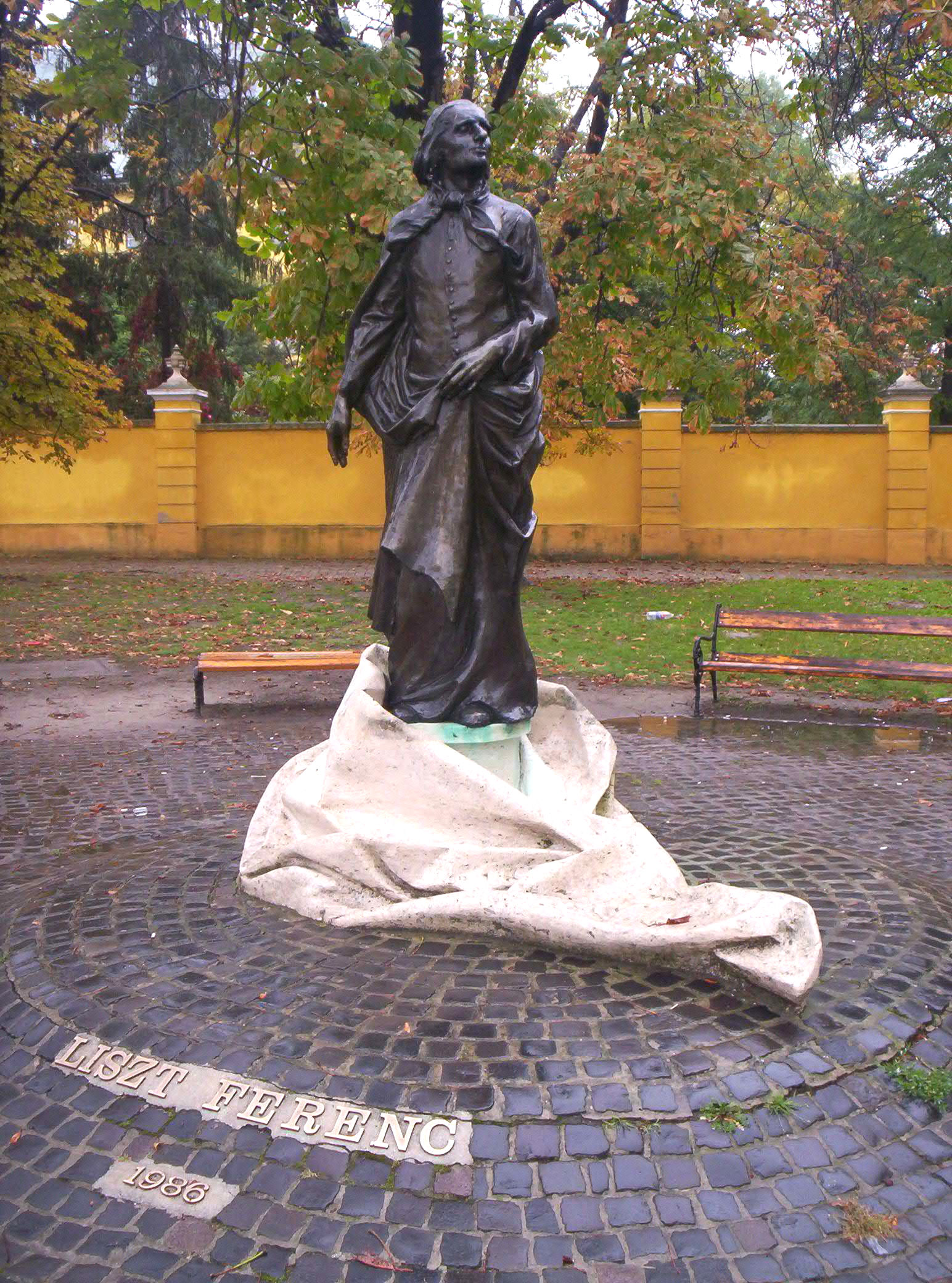
Statue de Liszt en costume d'abbé à Kalocsa.

La rencontre entre Liszt et Alexandre Borodine a lieu à Weimar dans la petite maison de Liszt du parc grand-ducal en 1877. La discussion des deux musiciens, qui tourne autour de l'œuvre de Borodine, exprime à merveille le tempérament de Liszt sur la musique de son temps. Alors que Franz félicite le compositeur russe pour l'andante de sa symphonie, se met au piano et accable Borodine de questions, Alexandre s'accuse d'inexpérience (son activité de compositeur ayant été précédée d'une profession de médecin) et s'autocritique à propos de ses modulations qu'il juge excessives. La réaction du vieillard ne se fait pas attendre ; Franz garde sévèrement le Russe de toucher à sa symphonie et admettant qu'il est en effet allé très loin, il l'assure que c'est précisément cela son mérite. Finalement, outre le conseil de ne jamais craindre d'être original, il le gronde de ne pas avoir fait éditer ses partitions et le félicite de n'avoir jamais fréquenté de conservatoire.
Le lendemain de leur discussion, lors d'une répétition d'un concert que Liszt doit donner le soir-même dans la cathédrale, Borodine, dont le témoignage est resté dans une lettre écrite à sa femme à cette époque, appréhende enfin le jeu de Franz.

« Quand ce fut le tour de Liszt, il gagna le fond du chœur et bientôt sa tête grise apparut derrière l'instrument. Les sons puissants et nourris du piano roulaient comme des ondes sous les voûtes gothiques du vieux temple. C'était divin. Quelle sonorité, quelle puissance, quelle plénitude ! Quel pianissimo et quel morendo. Nous étions transportés. Quand arriva la marche funèbre de Chopin, il parut évident que le morceau n'était pas arrangé. Liszt improvisait au piano, tandis que l'orgue et le violoncelle jouaient les parties écrites. Chaque fois que le thème revenait, c'était autre chose, mais il est difficile de concevoir ce qu'il sut en faire. L'orgue traînait pianissimo les accords en tierce de basse. Le piano, avec la pédale, donnait pianissimo les accords pleins. Le violoncelle chantait le thème. C'était comme le bruit lointain des glas funèbres qui sonnent encore, alors que la vibration précédente n'est pas éteinte. Nulle part je n'ai rien entendu de semblable. […] Nous étions au septième ciel. »

Lorsque Borodine revient à Weimar, un rapport identique se noue avec Liszt. Alors que les deux pianistes jouent à quatre mains les récentes compositions du Russe, Borodine supprime certains éléments de son œuvre : « Pourquoi, s'écriait Liszt, ne faites-vous pas cela ? c'est si beau ». Insistant sur le fait que les modulations de Borodine étaient complètement nouvelles (elles ne se trouvaient ni chez Bach ni chez Beethoven), il soutient toutefois qu'elles n'étaient pas exemptes de tout reproche.

#### Liszt et Saint-Saëns

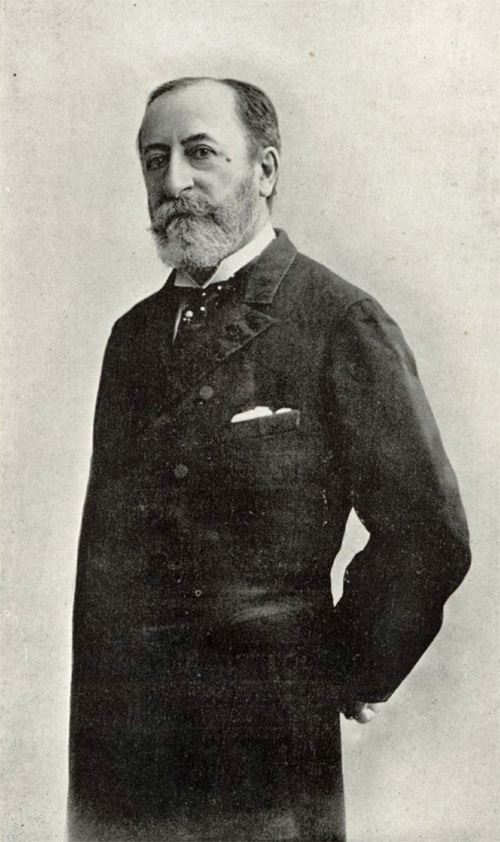
Camille Saint-Saëns.

« Vous avez peu le goût de l'orgue — le « pape des instruments », cependant si vous entendiez Saint-Saëns sur un orgue digne de sa virtuosité extraordinaire je suis persuadé que vous seriez émue et émerveillée. Nul orchestre ne peut produire semblable impression : C'est l'individu en communion avec les sonorités de la terre au ciel » (9 décembre 1877). Grand admirateur et ami du compositeur, Liszt exhorte Saint-Saëns à composer et terminer son opéra Samson et Dalila (neuf années sont nécessaires) qu'il crée à Weimar en allemand le 2 décembre 1877. Liszt fournit cette aide sans avoir écouté une seule note de l'œuvre.

## L'esthétique lisztienne

### Une conception de la musique?
Liszt parle en ces termes de son instrument de prédilection, le piano, dans la troisième Lettre d'un bachelier ès musique :

« Dans l'espace de sept octaves, il embrasse l'étendue d'un orchestre ; et les dix doigts d'un seul homme suffisent à rendre les harmonies produites par le concours de cent instruments concertants. »

Cela permet de comprendre comment Liszt a tenté toute sa vie de développer au maximum les capacités expressives du piano, instrument avec lequel il a entretenu un rapport très intime, ce dont témoigne cette phrase célèbre du maître :

« Mon piano, c'est pour moi ce qu'est au marin sa frégate, c'est ce qu'est à l'Arabe son coursier […], c'est ma parole, c'est ma vie. »

Cette conception d'une musique centrée sur le piano sera très critiquée à partir des années cinquante, et de la redécouverte de modes d'expressions musicales jusqu'alors tombés en désuétude. Liszt lui-même en doutera par la suite, comme le démontre l'extension de son champ d'horizon à l'orgue (Messe de Gran) et à l'orchestre (les Treize Poèmes symphoniques). Aussi n'y a-t-il pas vraiment de « lisztéisme », comme on parlerait de wagnérisme : son œuvre très diverse ne peut se réduire à un simple concept, serait-ce celui de « musique à programme ». Aussi Liszt est-il avant tout un compositeur qui a élargi, par le biais d'innovations diverses, sa palette sonore.

### Le style

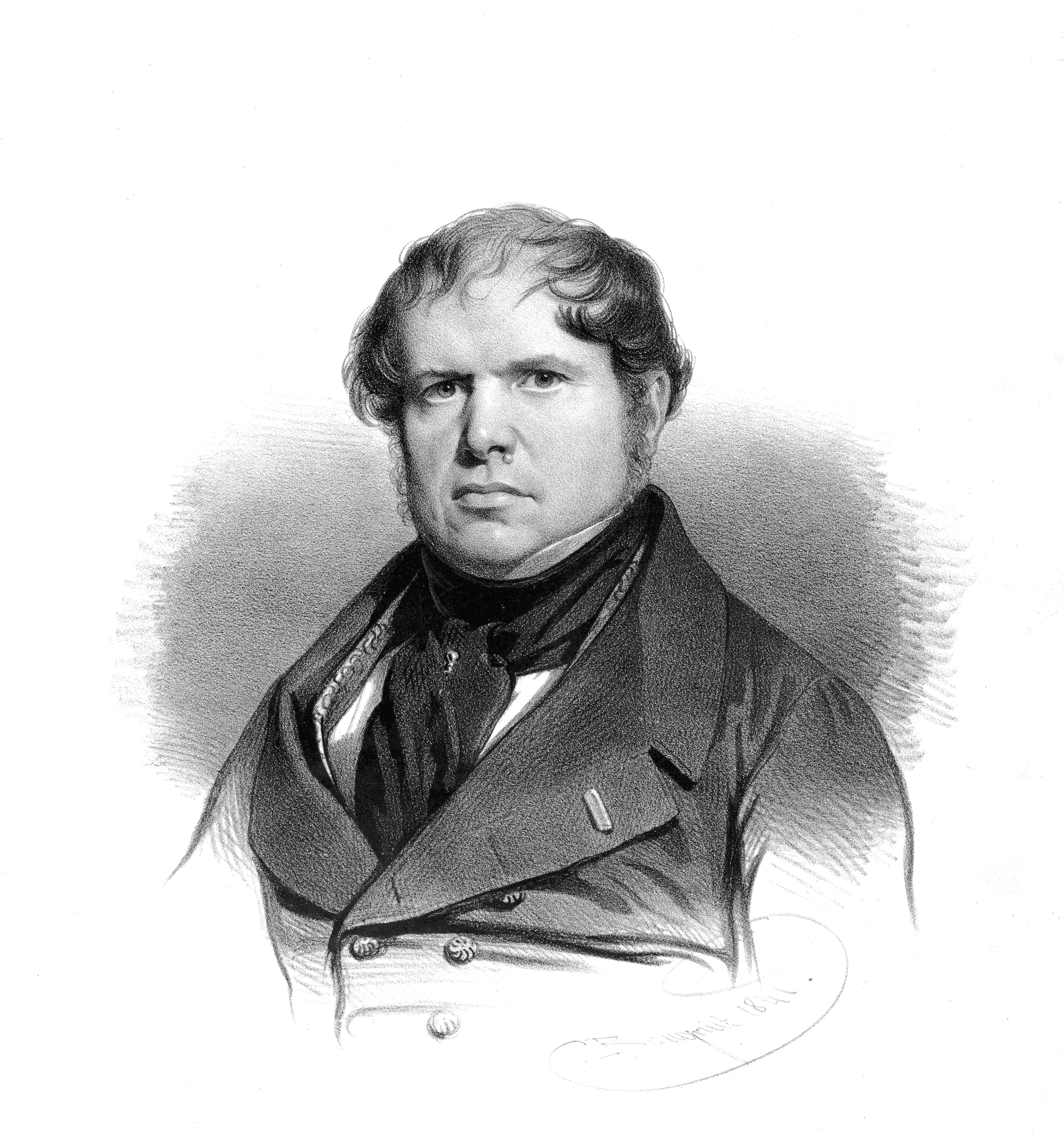
François-Joseph Fétis.

Jusqu'en 1830, Liszt n'a pas vraiment de style. L'élève de Czerny se consacre entièrement à l'aspect purement technique de la musique, seul prompt (étant donné son jeune âge) à impressionner le public. Les quelques rares œuvres qu'il a laissées de cette époque — l'esquisse de ce qui sera les Douze études transcendantes et son unique opéra — sont, à cet égard, révélatrices : elles n'ont d'intérêt qu'en égard au jeune âge du compositeur.

Un double changement va se produire à partir de 1830. Sur la forme, il commence à se tourner vers les techniques nouvelles élaborées par des compositeurs de sa génération, notamment celles de Thalberg. La plus connue est celle qui consiste à jouer la mélodie avec les pouces de chaque main tandis que les huit doigts restants font de l'accompagnement sous forme d'arpège (il va l'utiliser dans Un Sospiro). Sur le fond, ses œuvres cessent d'être de simples exercices de vélocité et acquièrent, progressivement, une dimension poétique (visible dans les premières esquisses des Années de pèlerinage, les Apparitions…). Or, en s'affirmant aussi bien virtuose que poète, Liszt va être la cible des critiques d'une part des partisans de Thalberg, et des puristes (Chopin) et dans les deux cas du professeur Fétis qui fait preuve d'une profonde erreur de jugement : 
« Vous êtes l'homme transcendant de l'école qui finit et qui n'a plus rien à faire, mais vous n'êtes pas celui d'une école nouvelle. Thalberg est cet homme : voilà toute la différence entre vous deux. »

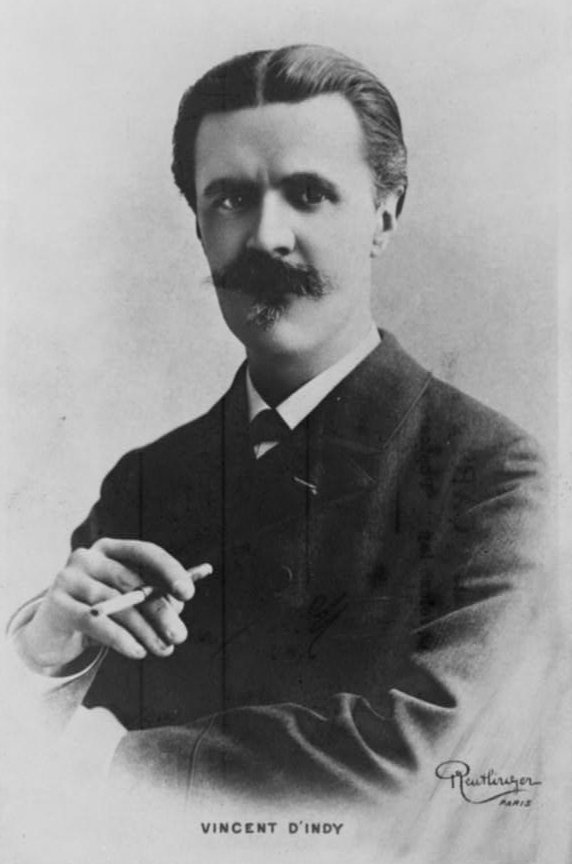
Vincent d'Indy.

La fuite en Suisse puis en Italie va être pour lui l'occasion d'approfondir son art et de développer de nouvelles potentialités. Ainsi, tandis que Thalberg en est resté à sa technique de mélodie aux pouces et d'accompagnement avec les huit doigts restants, Liszt élargit profondément son champ d'horizon et intègre nombre d'innovations : trémolos, notes répétées, accords de quinzième arpégés… Aussi est-il mûr pour la confrontation avec Thalberg. Celle-ci ne va pourtant pas lui donner dans l'instant de victoire franche — on en tirera l'ambiguë conclusion que « Thalberg est le premier des pianistes, mais Liszt est le seul » —, mais sa supériorité sera de plus en plus reconnue par la suite, la pièce maîtresse de ce répertoire virtuose étant la transcription du Robert le Diable de Meyerbeer qui lui attire les élans passionnés du public. Il possède alors une telle maîtrise de son art, qu'il va jusqu'à inscrire, dans un programme d'une représentation à Kiev, que le morceau final du concert sera une improvisation sur des thèmes choisis par le public. Sur le versant poétique, en jouant son Au bord d'une source à Vienne, il démontre qu'il n'est pas que virtuose. Pour autant, il ne peut encore se comparer à Chopin.
L'année 1848 voit l'avènement de la maturité de son style. La poussée révolutionnaire en Europe, la liaison avec la princesse Carolyne de Sayn-Wittgenstein et l'installation à Weimar vont l'amener à cesser son activité de virtuose pour se consacrer à la composition. La période qui suit constitue le floruit lisztien (c'est-à-dire l'apogée de son œuvre). Au cours de celle-ci les ouvrages les plus notables se caractérisent par des structures savantes, parfois au mépris du détail (c'est notamment le cas dans la Fugue sur le nom de BACH). La virtuosité cesse d'exister par elle-même et se soumet à la cohérence d'ensemble (d'où le fait que certaines pièces de l'après 1848 soient techniquement plus faciles). Par ailleurs Liszt poursuit ses innovations et investigations avec l'usage systématique d'un leitmotiv qui ne porte pas encore son nom dans la Sonate en si mineur et la Faust-Symphonie. Sur le plan plus purement musical, Liszt expérimente la gamme pentatonique dans le Sposalozio (intégré dans les Années de pèlerinage) et le Sospiro (troisième des études de concerts). D'une manière générale, Liszt achève à Weimar ce qu'il a ébauché auparavant : les Douze études transcendantes, les Années de pèlerinage…

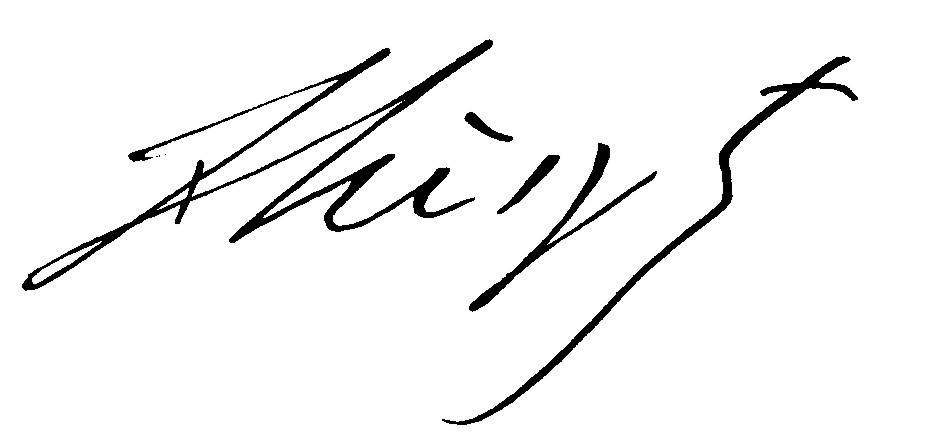
Signature de Liszt

Le départ de Weimar, en 1858, à la suite d'une cabale, puis l'installation à Rome et l'intégration à l'ordre des franciscains (1862) mènent Liszt vers d'autres voies. L'usage d'une technique virtuose faite de plus en plus rare (les quatre Méphisto-valses), et, peu à peu, Liszt va mettre la sonorité au centre de ses préoccupations. D'où de nombreuses expérimentations, de plus en plus poussées qui confinent à l'impressionnisme musical d'un Claude Debussy (Nuages gris) voire à l'atonalité d'un Arnold Schoenberg (Bagatelle sans tonalité). Ainsi Vincent d'Indy, encore marqué par l'élan révolutionnaire du Hongrois, a-t-il noté : « À Weimar en 1873, il nous fit cette étrange déclaration qu'il aspirait à la Suppression de la tonalité ». D'une manière générale, les œuvres que Liszt compose au cours de cette période sont rares et exigeantes (notamment son oratorio Christus qu'il tenait pour sa meilleure pièce).

### Formes musicales

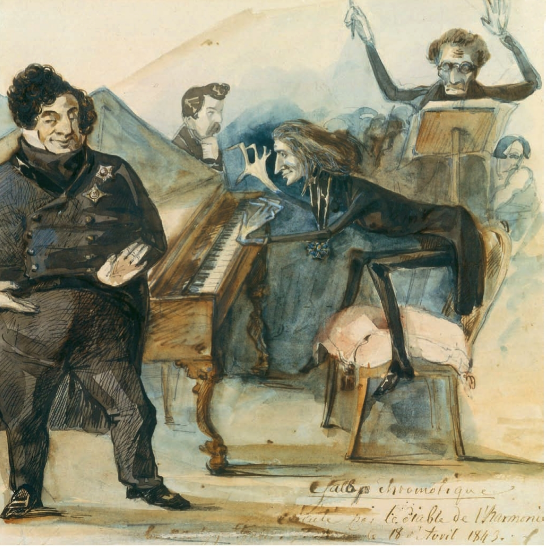
Anonyme, Galop chromatique exécuté par le diable de l'harmonie, 1843 (BnF, bibliothèque-musée de l'Opéra, Musée 382).

L'influence de Liszt sur les formes musicales est plus grande qu'on a coutume de le croire bien que certains manuels tendent à vouloir réduire son rôle. Elle a été considérable dans le poème symphonique, la sonate, la transcription et la rhapsodie.

#### Le poème symphonique
Bien qu'on en attribue souvent la création à Berlioz avec la Symphonie fantastique voire à Beethoven avec l'ouverture d'Egmont, c'est Liszt qui l'a théorisé et en a fait une forme musicale quasi indépendante. La principale caractéristique du poème symphonique, particulièrement apparente dans l'œuvre de Liszt est qu'il est conçu comme une « musique à programme », ancêtre de la musique de film cinématographique, c'est-à-dire qu'il cherche à suggérer musicalement quelque chose. Il peut s'agir d'un tableau (La Bataille des Huns), d'une pièce de théâtre (Hamlet, Tasso), d'un poème (Ce qu'on entend sur la montagne, Mazeppa, Héroïde funèbre, Les Idéaux), d'une figure mythologique (Orphée, Prométhée) d'une ambiance de la vie courante (Bruits de fêtes), voire d'une vie (Du berceau à la tombe). Il ne s'agit cependant là que d'une suggestion : on restitue l'esprit et non la lettre, comme dans un Lied ou dans les symphonies de Berlioz, de la chose décrite ce qui laisse une grande liberté de ton au compositeur. Cette liberté, Liszt en use plus ou moins selon le thème qu'il s'est choisi, comme le montre la typologie de Claude Rostand : dans La Bataille des Huns, et Mazeppa, qui suit les inflexions du poème de Hugo dont il est tiré, nous sommes au plus près du descriptif, Prométhée et Hamlet dérivent déjà vers l'analyse psychologique, quand Les Préludes, Les Idéaux et bruits de fêtes sont des œuvres symboliques et contemplatives. Par là, en tout cas, Liszt se maintient à mi-chemin entre la musique à programme stricto sensu de type Berlioz dans la Symphonie fantastique et la musique pure de type Beethoven. Le poème symphonique est relativement court — une vingtaine de minutes — et renoue avec les dimensions des symphonies de Mozart, par opposition aux Faust-Symphonie et Dante Symphonie, qui durent environ une heure. Enfin, le poème symphonique, tout en possédant une structure interne solide, ne présente pas de coupure et est joué d'un trait, ce qui le rapproche de l'esthétique des opéras de Wagner : un véritable cri en trois actes.

#### La sonate
Liszt n'a écrit qu'une sonate mais elle suffit à faire de lui un des plus grands représentants de cette forme musicale. La Sonate en si mineur S.178 se caractérise surtout par sa structure éclatée : elle combine de manière libre la forme sonate (exposition/développement/ré-exposition) — en conservant la dialectique des thèmes A et B — et le genre sonate (premier mouvement / mouvement lent / scherzo / final). Dans la littérature spécialisée, on retrouve les termes double function form et two-dimensional sonata form pour désigner ce type de construction. Pour renforcer l'unité de sa composition, Liszt utilise la technique de transformation thématique. Son organisation n'est donc pas anarchique, comme l'affirment certains critiques qui n'y voient qu'une fantaisie déguisée, mais inscrite en profondeur. Comme dans le poème symphonique, c'est l'esprit qui prévaut et non la lettre. Le débat existe toujours quant à savoir si la Sonate en si mineur ne serait pas une Faust-Symphonie pour piano, mais il est douteux que Liszt se soit simplement contenté de reproduire pianistiquement le schéma du poème symphonique. Par la suite, Liszt voulut la transcrire pour deux pianos mais n'en aura jamais le temps. C'est Camille Saint-Saëns qui réalisera ce vœu en 1914.

#### La transcription
Sur les 700 numéros d'opus de Liszt, 350 sont des transcriptions, et certaines d'entre elles sont généralement tenues pour les meilleures jamais écrites. Pour autant, elles n'ont été redécouvertes que récemment tant elles ont souffert du discrédit dans lequel on jetait le genre.
Les transcriptions de Liszt sont de deux types : les premières visent à une restitution intégrale des œuvres transcrites et font appel à tous les moyens pianistiques possibles :
- transcriptions des Neuf symphonies de Beethoven ;
- transcription de La Symphonie Fantastique et d'Harold en Italie de Berlioz ;
- Paraphrase de concert sur l'Ouverture de Tannhäuser.

D'autres, au contraire, laissent le transcripteur libre de varier, de transformer, voire de s'approprier le thème du compositeur de manière à leur donner un éclairage différent : transcriptions d'opéras italiens, français ou de Mozart. Les transcriptions du premier type ont surtout un intérêt technique ; celles du deuxième type sont considérées comme les plus intéressantes car on y retrouve directement la marque de Liszt. De nombreuses transcriptions se situent entre le premier et le second type, comme de nombreuses transcriptions d'opéras de Verdi, où la ligne mélodique est respectée mais l'accompagnement diffère.

#### La rhapsodie
Liszt a composé dix-neuf rhapsodies, et toutes pour la même raison : faire connaître la musique tzigane de Hongrie. Il explique dans son ouvrage publié en 1859, Des Bohémiens et de leur musique en Hongrie, qu'il a voulu désigner par ce mot, faisant référence à la récitation d'épopées chez les Grecs anciens, « l'élément fantastiquement épique » de cette musique qui « peint parfaitement l'âme et les sentiments intimes » du peuple tzigane. La caractéristique fondamentale de la rhapsodie en tant que genre est l'impression qu'elle laisse d'une improvisation. S'y ajoutent des éléments constitutifs de la transcription, visant à restituer les instruments de la musique tzigane (violon, accordéon…). Selon Haraszti, Liszt n'aurait fait qu'assimiler les techniques tziganes dans ces œuvres, qui ne seraient alors en rien une transcription du folklore bohémien.

### Instruments
On sait que Franz Liszt utilisait des pianos Boisselot lors de sa tournée au Portugal, puis plus tard, en 1847, lors d'une tournée à Kiev et Odessa. Liszt conservait son Boisselot dans sa résidence de la Villa Altenburg à Weimar. Liszt a exprimé sa dévotion à cet instrument dans une lettre à Xavier Boisselot en 1862 : « Bien que les touches soient presque usées par les combats que leur a livrés la musique du passé, du présent et de l'avenir, je ne consentirai jamais à le changer, et j'ai résolu de le garder jusqu'à la fin de mes jours, comme associé privilégié à mon travail, ». Ce piano figure parmi les collections de la Klassik Stiftung Weimar. Un constructeur moderne, Paul McNulty, a réalisé une copie de ce piano Boisselot, qui est maintenant exposé à côté de l'instrument de Liszt.

## Les compositions
Ne sont mentionnées en détail ci-dessous que les œuvres les plus notables de Franz Liszt. Pour avoir une liste exhaustive de ses œuvres l'on doit se référer aux deux articles suivants :
- Liste des compositions de Franz Liszt (S.1 - S.350)
- Liste des compositions de Franz Liszt (S.351 - S.999)

### Les œuvres pour piano
Étant un des pianistes les plus réputés de son temps (avec notamment Chopin), Liszt fut aussi un grand compositeur pour le piano. Son succès remarquable pour l'époque a retardé la reconnaissance de son œuvre de composition. Liszt a aussi écrit beaucoup de transcriptions. Son œuvre pour le piano est considérable et aura un impact sur les générations suivantes de compositeurs (en 1914 son ami Saint-Saëns transcrit, selon le vœu de son auteur, mais jamais réalisé de son vivant la célèbre Sonate en si mineur S.178 pour deux pianos). Ses pièces couvrent toute l'étendue et la potentialité des huit octaves du clavier et figurent toujours, au XXIe siècle, parmi les sommets du répertoire pianistique mondial.

#### LesÉtudes d'exécution transcendante
C'est à l'âge de 15 ans que Liszt compose et publie son Étude en douze exercices, op.6. Liszt réécrira plus tard ces pièces et, en 1838, paraissent les Douze grandes études. Liszt y développe de nouvelles possibilités d'expression pour le piano et des difficultés d'exécution extrêmes, injouable selon certains pianistes de l'époque. En 1851, la version définitive (et simplifiée) de ces études est publiée sous le nom d'Études d'exécution transcendante. Encore aujourd'hui, elles sont considérées par tout pianiste comme ce qu'il y a de plus exigeant en termes d'aisance, souplesse, technique de mouvements à la fois rapides et complexes (sauts, doubles sons, traits rapides, écarts…).
Certaines sont particulièrement difficiles et redoutées jusque dans les concours internationaux.
Mazeppa, la quatrième étude, est une œuvre orchestrale écrite en partie sur trois portées. C'est un drame littéraire qui se joue : une chevauchée grandiose et magnifique jusqu'à ce que… « Il tombe enfin ! et se relève Roi ! » (Victor Hugo). La pièce commence par une cadence annonciatrice. Écrit sur trois portées, le thème est annoncé avec de grands accords dans les aigus et les graves soutenus alternativement par des tierces rapides réparties entre les deux mains. La cinquième étude, Feux-follets, est redoutable. C'est une pièce d'impressionnisme très rapide (10 pages jouées en trois à quatre minutes) en doubles sons avec des sauts grands et rapides. L'écriture développée dans cette pièce sera en partie reprise par Ravel dans Ondine et Scarbo (Gaspard de la Nuit), pièces françaises d'une grande littérature. L'ensemble des études représente quelque 60 à 70 minutes, selon que l'interprète, nécessairement virtuose, privilégie la rapidité, tel Evgueni Kissin, ou la poésie, tel Jorge Bolet.

#### LesSix Études d'après Paganini
Les Six Études d'après Paganini constituent le second bloc d'études, composées par Liszt en 1838, et révisées en 1851. Elles répondent à des préoccupations différentes de celles des Études d'exécution transcendante : il s'agit ici de transposer pour le piano les difficultés dont Paganini a émaillé ses œuvres pour violon, et plus particulièrement ses 24 Caprices. Hormis la troisième, chaque étude reprend l'un des Caprices pour le transformer en un exercice virtuose des plus compliqués. Parmi les six études que Liszt a composées dans ce recueil, seule la troisième n'est pas fondée sur un Caprice, mais sur le Deuxième Concerto du compositeur italien. Il s'agit de la Campanella, œuvre parmi les plus célèbres du compositeur hongrois, dont le motif original a également inspiré nombre d'autres compositeurs, dont Brahms.

#### LaSonate en si mineur
Cette grande sonate est écrite d'un bloc d'environ une demi-heure. Ce sera la seule de Liszt. Elle est dédiée à Robert Schumann. La sonate développe ses thèmes par la transformation thématique. C'est une pièce maîtresse. Cette nouvelle forme de sonate est reprise plus tard. Si les difficultés techniques sont moins éclatantes que dans les études, les difficultés d'intégration mentale et psychologique pour l'interprétation de la pièce par le pianiste sont immenses. C'est une œuvre de la maturité, qui a été pressentie par la fantasia quasi-sonata, après une lecture du Dante, une des pièces des Années de pèlerinage. Son premier enregistrement notable est l'interprétation de Cortot (1929). Celles d'Argerich, Zimerman, Pogorelich, Simon Barere (1947), la première d'Horowitz (1932) et la première d'Arrau (1970) font également référence.

#### Les Années de pèlerinage
Ce cycle, durant quelque trois heures, se compose de trois années : la première en Suisse, les deux autres en Italie. Toutes sont particulièrement profondes et littéraires. Les premiers jeux d'eau pour piano y sont ; Ravel et Debussy suivront.
Les Jeux d'eaux à la Villa d'Este sont un chef-d'œuvre littéraire, d'impressionnisme, et pianistique. Les difficultés sonores pour le pianiste sont plus fortes que celles — plus apparentes — des doubles sons : tierces staccato en arpèges et gammes, sauts, traits parallèles rapides, trémolos et trilles à deux mains. Les Jeux d'eau de Ravel en descendent directement. Parmi les interprétations les plus notables on peut citer celles de Cziffra et Lazar Berman. Nombre de ces pièces sont souvent jouées séparément, en dehors du cycle, comme des pièces indépendantes. C'est le cas notable des Jeux d'eau à la villa d'Este, des trois Sonnets de Pétrarque, de la Chapelle de Guillaume Tell, de la Vallée d'Obermann et de la sonate Après une lecture du Dante dont Claudio Arrau fut un grand interprète.
- La Première année (environ 48 minutes) se compose des pièces suivantes : Chapelle de Guillaume Tell, Au lac de Wallenstadt, Pastorale, Au bord d'une source, Orage, Vallée d'Obermann, Églogue, Le Mal du pays et Les Cloches de Genève ;
- la Deuxième année (environ 71 minutes) se compose des pièces suivantes : Spozalosio, Il penseroso, Canzonetta del Salvator Rosa , Sonnet de Petrarque no 47, Sonnet de Pétrarque no 104, Sonnet de Pétrarque no 123, Après une lecture du Dante et comporte un supplément (Venezia e Napoli), constitué de La Gondoliera, Canzone et Tarentelle ;
- la Troisième année (environ 56 minutes) se compose des pièces suivantes : Angelus, Aux cyprès de la Villa d'Este (I & II), Les Jeux d'eau à la villa d'Este, Sunt Lacrymae rerum, Marche funèbre et Sursum corda.

#### L'Album d'un voyageur
L'Album d'un voyageur (S.156) est un recueil de dix-neuf pièces que Liszt composa entre 1837 et 1838, dont la durée d'exécution est d'environ 115 minutes.
Il est composé de trois livres à la manière des trois Années de Pèlerinage qui en reprend d'ailleurs plusieurs pièces.
- Le premier livre, Impressions et Poésies, contient dans l'ordre les pièces Lyon (composée lors d'un passage à Lyon en l'honneur de la révolte des Canuts de 1831), Le Lac de Wallenstadt, Au bord d'une source, Les cloches de Genève, Vallée d'Obermann, La Chapelle de Guilaume Tell et Psaume (de l'église à Genève).
- Le second livre, Fleurs mélodiques des Alpes, contient neuf variations pianistiques.
- Le troisième livre, Paraphrases, comporte les pièces Ranz de vaches (Montée aux Alpes: Improvisata), Un soir dans les montagnes (Nocturne pastoral) et Ranz de chèvres de F. Huber (Allegro finale).

#### LesRhapsodies
Liszt a composé une vingtaine de Rhapsodies, pièces folkloriques et courtes, de trois à quatorze minutes. Les plus célèbres sont les dix-neuf Rhapsodies hongroises, écrites sur des airs traditionnels tziganes, dont les plus remarquables sont la mélodieuse cinquième (Héroïde-Élégiaque), la virulente sixième, la neuvième (Le Carnaval de Pest). La deuxième et la quinzième (dite Marche de Rákóczy) sont sans doute les deux plus célèbres.
On connaît également une Rhapsodie espagnole et une Rhapsodie roumaine (qui est en fait une version antérieure de la douzième Rhapsodie Hongroise, parue dans les Magyar Rapszodiak, 1846).
Liszt a également composé une dizaine de Magyar Dallok, courtes pièces apparentées, durant entre deux et dix minutes, et inspirées du folklore hongrois.
L'ensemble de ces pièces a été édité en 1986 dans un coffret de trois CD Le Chant du monde, sous l'interprétation de Setrak.

#### Les transcriptions
Liszt fut un très grand transcripteur. À une époque où l'accès à la musique se faisait souvent dans les salons, Liszt a su accroître la diffusion des œuvres orchestrales, notamment les symphonies de Beethoven, à travers des transcriptions pour un ou deux pianos. Il a également transcrit beaucoup d'airs d'opéras et même des lieder de Schubert.
- 9 Symphonies de Beethoven
- Symphonie fantastique de Berlioz
- Harold en Italie de Berlioz
- Le Roi Lear (Ouverture) de Berlioz
- L'idée fixe de Berlioz
- La Danse macabre de Saint-Saëns
- Six préludes et fugues pour orgue de Jean-Sébastien Bach. Le piano moderne grâce à la 3e pédale dite « tonale », mise en place par Steinway dans ses grands pianos de concert au début du XXe siècle, permet de tenir le son d'une note ou d'un groupe de notes, tout en jouant par-dessus sans le brouillage qu'induirait la pédale forte, à la manière du pédalier d'orgue ainsi que l'imaginait Liszt (anticipant sur la facture du piano comme tous les grands créateurs qui ont largement contribué par leur écriture à l'évolution des instruments).

- Transcriptions de lieder et de pièces de salon :
  - Auf dem Wasser zu singen (À chanter sur l'eau) de Schubert
  - Ave Maria de Schubert
  - Der Jäger de Schubert
  - Die Böse Farbe de Schubert
  - Erlkönig de Schubert
  - Soirées de Vienne, 9 valses-caprices d'après Schubert
- Transcriptions et arrangements d'opéras[73] :
  - Grande fantaisie sur la tyrolienne de l'opéra « La Fiancée » de Auber (1829-42)
  - Introduction et variations sur une marche du « Siège de Corinthe » (1830), d'après l'opéra de Rossini
  - Ouverture des « Francs-juges » de Hector Berlioz (1833)
  - La Damnation de Faust, (Danse des Sylphes) de Hector Berlioz
  - Benvenuto Cellini, (Bénédiction et serment) de Hector Berlioz
  - Réminiscences de « La Juive » (1835), d'après l'opéra de Halévy
  - Valse de Faust de Charles Gounod
  - La Berceuse de La Reine de Saba de Charles Gounod
  - Les Adieux, Roméo et Juliette de Charles Gounod
  - Réminiscences de « Lucia di Lammermoor » (1835-36), d'après l'opéra de Donizetti
  - Divertissement sur la cavatine « I tuoi frequenti palpiti » de la « Niobe » de Pacini (1835-36)
  - Rondeau fantastique sur un thème espagnol (El contrabandista) (1836), d'après El poeta calculista de Manuel Garcia
  - Réminiscences des « Puritains » (1836-37), d'après l'opéra de Bellini
  - Réminiscences des « Huguenots » (1836-42), d'après l'opéra de Meyerbeer
  - Ouverture de l'opéra « Guillaume Tell » de Gioachino Rossini (1838), d'après Guillaume Tell de Rossini
  - Reminiscences de La Scala (Fantasie über italienische Opernmelodien) (1838-39), d'après Il giuramento de Mercadante
  - Fantaisie sur des motifs favoris de l'opéra « La sonnambula » (1839-74), d'après l'opéra de Bellini
  - Freischütz Fantasie (1840), d'après l'opéra de Carl Maria von Weber
  - Fantaisie sur des thèmes de l'opéra « Guitarero » (1841), d'après l'opéra de Halévy
  - Réminiscences de « Robert le Diable » (1841), d'après l'opéra de Meyerbeer
  - Réminiscences de Don Juan (1841), d'après l'opéra de Mozart
  - Réminiscences de « Norma » (1841), d'après l'opéra de Bellini
  - Fantaisie sur des thèmes de Figaro et Don Giovanni (1842), d'après Le nozze di Figaro et Don Giovanni de Mozart, inachevé, complété et publié seulement en 1912 par Ferrucio Busoni, puis en 1998 par Leslie Howard
  - Paraphrase de concert sur « Dom Sebastien » (1843-44), d'après l'opéra de Theodor Kullak
  - Ouvertüre zur Webers Opern “Oberon” und “Der Freischütz” (1846), d'après les opéras de Weber
  - Tarantelle di bravura d'après la tarantelle de « La Muette de Portici » (1846-69), d'après l'opéra de Auber
  - Paraphrase de concert sur Ernani (1847), d'après l'opéra de Verdi
  - Réminiscences de « Lucrezia Borgia » (1848), d'après l'opéra de Donizetti
  - Illustrations du Prophète (1849-50), d'après l'opéra de Meyerbeer
  - Aus Lohengrin (1854), d'après l'opéra de Wagner
  - Paraphrase de concert sur « Rigoletto » (1855-59), d'après l'opéra de Verdi
  - Fantaisie sur des motifs de « Rienzi » (1859), d'après l'opéra de Wagner
  - Paraphrase de concert sur Ernani (1859), d'après l'opéra de Verdi
  - Illustrations de l'opéra « L'Africaine » (1865), d'après l'opéra de Meyerbeer
  - Fantaisie sur l'opéra hongrois « Szép Ilonka » (1865-67), d'après l'opéra de Mihály Mosonyi
  - Isoldens Liebestod (1867), d'après l'opéra de Wagner
  - Walhall aus Der Ring des Nibelungen (1875), d'après la Tétralogie de Wagner
  - Réminiscences de « Simon Boccanegra » (1881), d'après l'opéra de Verdi
  - La Mandragore (1881), d'après l'opéra de Léo Delibes
  - Valses-caprices :
    - Valse de bravoure, version révisée de la Valse de bravoure, opus 6.
    - Valse mélancolique, révision de la version de 1840.
    - Valse de concert sur deux motifs de Lucia et Parisina d'après Gaetano Donizetti, version révisée de la Valse et capriccio sur deux motifs de Lucia et Parisina de Gaetano Donizetti (1841).

#### Les pièces religieuses
Liszt ayant été ordonné, il s'est naturellement penché sur la composition d'œuvres religieuses. La plus connue est la septième pièce du recueil Harmonies poétiques et religieuses, intitulée Funérailles (1849).

#### Les autres pièces pour piano
Parmi les pièces de moindre proportion, citons Nuages Gris (1881), La Lugubre Gondole (1882), Csardas Macabre (1884), La Notte et Les Morts. Les plus célèbres de ces œuvres sont sans doute la Valse-impromptu, la Mephisto-Valse et les Liebesträume, plus connus sous le titre de Rêves d'amour, qui sont en fait une transcription pour piano de lieder sur Freilingrath.

#### Les ouvrages de jeunesse
Ils sont nombreux, quoique[non neutre] de qualité inférieure au reste des compositions lisztiennes. Leur intérêt est surtout de mettre en évidence un certain nombre d'influences que Liszt a reçues (le bel canto italien, Paganini). La plupart ne peuvent être trouvées que dans l'édition intégrale de Liszt effectuée par Leslie Howard. Il y a deux classements en opus :

##### Première série (avant 1829)
- Opus 1 : Huit Variations, publié en 1824
- Opus 2 : Sept variations sur une mélodie de Gioachino Rossini, publié en 1824
- Opus 3 : Impromptu brillant sur des thèmes de Rossini et Spontini, publié en 1824
- Opus 4 : Deux allegros de bravoure, publié en 1824
- Opus 5 : inusité
- Opus 6 : Étude en douze exercices, première publication de 1826. Publication plus tardive chez Hofmeister, Leipzig en tant qu'opus 1 en mars 1839.

##### Seconde série (années 1830)
- Opus 1 : Grande fantaisie sur la tyrolienne de l'opéra « La Fiancée » de Auber : première version de 1829, création par Liszt le 7 avril 1829 à Paris ; seconde version de 1835, créée le 1er octobre 1835 à Genève.
- Opus 2 : Grande fantaisie de bravoure sur « La Clochette » de Paganini composée entre 1832 et 1834 et créée par Liszt le 5 novembre 1834. La création fut un total échec.
- Opus 3 et 4 : inutilisés
- Opus 5 : Trois morceaux de salon composés en 1835 et révisés en 1838.
  - Fantaisie romantique sur deux airs suisses.
  - Rondeau fantastique sur un thème espagnol (El contrabandista) (1836), d'après El poeta calculista de Manuel Garcia, créé le 28 janvier 1837 à Paris.
  - Divertissement sur la cavatine « I tuoi frequenti palpiti » de la « Niobe » de Pacini, créé le 1er avril 1836 à Genève.
- Opus 6 : Valse de bravoure (1835), créée le 28 mai 1836 à Paris.
- Opus 7 : Réminiscences des Puritains (1835-36), créée le 5 mai 1836 à Lyon et révisée pour l'édition anglaise de 1840
- Opus 8 : Deux fantaisies sur les motifs des Soirées musicales de Rossini, créées entre 1835 et 1836 et révisées en 1840.
  - La Serenata e l'Orgia créée le 18 mai 1836, Paris.
  - La Pastorella dell'Alpi e li marinari
- Opus 9 : Réminiscences de « La Juive » de Halévy, composées en 1835 et créées le 18 mai 1836, à Paris.
- Opus 10 : Trois airs suisses entre 1835 et 1836
- Opus 11 : Réminiscences des Huguenots op.11, composés en 1836 révisés en 1842, et créées le 9 avril 1837 à Paris.
- Opus 12 : Grand galop chromatique composé en 1837. C'était la plus populaire des pièces virtuoses que Liszt jouait lors de ses tournées européennes. Liszt la créa au cours d'une soirée privée donnée le 19 avril 1838 à Venise par la Baronne de Thaltzar, mère de Thalberg puis joua la version à quatre mains avec Clara Wieck (future madame Schumann) au cours d'une soirée donnée par Haslinger à Vienne. La création publique eut finalement lieu lors d'un concert donné à Vienne le 2 mai 1838.
- Opus 13 : Réminiscences de Lucia di Lammermoor (1839). La première partie (Andante finale) fut publiée au début de 1840, et créée par le compositeur le 5 novembre 1839 à Trieste. La seconde partie fut publiée sans numéro d'opus sous le titre de Marche et Cavatine en 1841 et créée le 2 décembre 1839 à Vienne.

### Les œuvres pour orgue
Parmi le catalogue des pièces pour orgue composées par Franz Liszt, d'une grande importance, on retiendra surtout la monumentale Fantasie et Fugue sur le choral « Ad nos, ad salutarem undam » composée en 1849. Il s'agit d'un véritable poème symphonique pour orgue, d'une durée approximative de trente minutes, illustrant admirablement le style du compositeur et dévoilant des sonorités de l'orgue jusqu'alors insoupçonnées, devenant aussi expressif que dans les compositions orchestrales ou pianistiques de Liszt, voire au-delà de ce qu'elles peuvent exprimer. Cette fantaisie est basée sur l'adaptation d'un cantique hollandais du XVIIe siècle utilisé par Giacomo Meyerbeer dans son Prophète.

### Les œuvres pour plusieurs instruments

#### Œuvres pour piano et orchestre
Les concertos pour piano et la Fantaisie hongroise (adaptée de la quatorzième rhapsodie) sont des œuvres parmi les plus expressives de Liszt. Elles sont également parmi les plus originales, puisqu'elle ne respectent pas les conventions associées à la composition de concertos : normalement en trois mouvements rapide-lent-rapide, ils se constituent chez Liszt d'un seul mouvement, séparés en quatre tempos différents pour le Premier en mi bémol, et en six pour le Second en la majeur. Chaque concerto dure environ 20 minutes.
- Concerto pour piano et orchestre no 1 en mi bémol majeur
- Concerto pour piano et orchestre no 2 en la majeur

La Totentanz pour piano et orchestre, série de variations sur le thème grégorien du Dies iræ, est une pièce tour à tour rêveuse et explosive, d'une grande virtuosité.

#### Les œuvres symphoniques

##### Les poèmes symphoniques
Liszt a écrit 13 poèmes symphoniques, genre dont il est le créateur et repris notamment par Richard Strauss et Saint-Saëns. Parmi ces poèmes, sont notables : Ce qu'on entend sur la montagne, Mazeppa (dont il existe une version pour piano dans les Études d'exécution transcendantes), Du Berceau jusqu'au tombeau, Prométhée et Les Préludes. L'ensemble dure environ quatre heures et comprend :
- Ce qu'on entend sur la montagne (d'après Victor Hugo)
- Die Ideale (d'après Friedrich von Schiller)
- Festklänge
- Hamlet
- Héroïde funèbre
- Hungaria
- Hunnenschlacht
- Les Préludes (d'après Alphonse de Lamartine)
- Mazeppa
- Orpheus
- Prometheus
- Tasso, Lamento e Trionfo (d'après Lord Byron)
- Von der Wiege bis zum Grabe

##### Les symphonies
Il a composé deux symphonies : la Dante Symphonie et la Faust Symphonie. Il a par ailleurs adapté pour orchestre de nombreuses œuvres pour piano de sa composition (Méphisto-Valse no 1 (d'après Lenau) ; six Rhapsodies hongroises, correspondant respectivement aux Rhapsodies pour piano nos 14, 2, 6, 12, 5 et 9).

### Leslieder
Quoiqu'il s'agisse là d'une part assez méconnue de son œuvre, Liszt a composé un nombre assez considérable de chants et lieder pour voix et piano : quatre-vingt-deux. Au sein de cet ensemble règne une totale diversité linguistique : aux 57 lieder allemands s'ajoutent 15 mélodies françaises, 5 italiennes, 3 hongroises et 1 russe. Les lieder les plus notables étant Die Lorelei, « chef-d'œuvre mélodique » issu d'un poème d'Henri Heine et les Trois sonnets de Pétrarque dont la version pour piano seul sera intégrée à la seconde partie des Années de pèlerinage, ainsi que le célèbre « O Lieb » sur un texte de Freiligstrath dont a été tiré plus tard un nocturne pour piano (Liebestraum no 3). Il a aussi composé deux groupes de lieder : le premier, qui en comprend six, sur des poèmes de Gœthe, et le second, qui en comprend huit, sur des poèmes de Hugo. Les ouvrages portant sur cette production sont peu nombreux et on ne peut guère que citer Edouard Reuss.

## Postérité

### Les influences

#### Liszt et la musique impressionniste
Dans son ouvrage, L'Impressionnisme et la Musique, Michel Fleury note que « Liszt fut […] l'un des grands précurseurs de l'impressionnisme en musique », et ceci à plusieurs points de vue. Tout d'abord sur le plan des sonorités, Liszt constitue, avec Frédéric Chopin, l'un des créateurs du timbre pianistique moderne, c'est-à-dire d'une écriture qui exploite totalement les capacités sonores du piano. Et ce en utilisant les différences d'intensité et de toucher pour mettre en évidence une multiplicité de voix, comme c'est le cas dans l'Étude no 1 op. 25 de Chopin, et dans la transcription du Liebestod de Tristan et Isolde chez Liszt. Ensuite, avant même Baudelaire, Liszt pressent dans un ouvrage sur le Lohengrin de Wagner l'existence de correspondances entre couleurs et musique : « éclat éblouissant de coloris », « transparente valeur de nuées ».
Cela explique que vers la fin de sa vie, le style de Liszt se tourne nettement vers l'impressionnisme. D'abord avec les Jeux d'eaux à la Villa d'Este, ancêtre de tous les jeux d'eaux, de Claude Debussy à Maurice Ravel. Puis, surtout avec les Nuages Gris, pièce totalement impressionniste en ce que l'impératif de la beauté harmonique prime ici sur celui de tout ordonnancement thématique.
Dans ses critiques signées sous le pseudonyme de « M. Croche », Claude Debussy témoignera d'une certaine bienveillance envers Liszt. Ainsi, à la suite d'une représentation de Mazeppa, poème symphonique souvent critiqué pour ses insuffisances, il écrira : « On peut prendre des airs dégoûtés à la sortie parce que ça fait du bien… Pure hypocrisie, croyez-le bien. La beauté indéniable de l'œuvre de Liszt tient, je crois, à ce qu'il aimait la musique à l'exclusion de tout autre sentiment […] La fièvre et le débraillé atteignant souvent au génie de Liszt, c'est préférable à la perfection, même en gants blancs ». Il y a peut-être quelque chose d'intéressé à une telle bienveillance, en ce qu'elle est souvent un moyen d'attaquer Wagner : « Sans parler de Liszt, qu'il pilla consciencieusement, à quoi ce dernier n'opposa jamais que l'acquiesçante bonté d'un sourire ».

#### Liszt et Richard Strauss
Quoique né en 1864, Richard Strauss ne rencontrera jamais Liszt. Et ce à cause de son père, le plus grand corniste allemand de l'époque, qui était partisan de la musique pure, contre la musique « moderne », représentée par Liszt et Wagner. De telle sorte qu'il ne découvrira les œuvres du compositeur hongrois, qu'une fois sa carrière de chef d'orchestre amorcée en 1883, lorsqu'il est appelé à diriger l'orchestre de Meiningen, au sein duquel il se lie d'amitié avec le premier violon Alexander Ritter (en), un familier des cercles lisztiens.

#### Liszt et la musique russe
Liszt va avoir sur la musique russe une influence décisive. Le chef du groupe des Cinq, Mili Balakirev, voyait en lui le dernier des grands compositeurs, et toute son œuvre va se ressentir de cette influence. Ainsi le fameux Islamey ne va pas sans rappeler les œuvres virtuoses du Liszt des années 1840, tel que le Grand galop chromatique. Sur le plan formel, le poème symphonique, conçu par Liszt, va s'avérer l'une des formes d'expression orchestrale privilégiée des compositeurs russes (Une nuit sur le mont Chauve de Moussorgski).

### Les sociétés Liszt
En 1950, le compositeur britannique Humphrey Searle s'entoure de personnalités connues comme William Walton, Constant Lambert et Sacheverell Sitwell, pour former la Liszt Society, qui a permis la publication de plusieurs pièces inédites et est la plus ancienne société Liszt toujours active,.
En 1964 a lieu la fondation de l'American Liszt Society par David Kushner, Fernando Laires et Charles Lee ; elle organise un festival Liszt chaque année.

### Concert du nouvel an à Vienne
En 2011, année du 200e anniversaire de sa naissance, la première Mephisto-Valse est interprétée au concert du nouvel an à Vienne, sous la direction de Franz Welser-Möst. C'est la seule fois où une œuvre de Franz Liszt est entendue lors de ce traditionnel concert.

## Hommages
- En astronomie, sont nommés en son honneur (3910) Liszt, un astéroïde de la ceinture principale d'astéroïdes[87], et Liszt, un cratère de la planète Mercure[88].
- Dans le monde musical, portent son nom l'académie de musique Franz-Liszt de Budapest[89] et le concours international de piano Franz-Liszt d'Utrecht[90].
- Depuis 2011, l'aéroport international de Budapest porte le nom en langue hongroise du compositeur (Ferenc Liszt).

## Enregistrements sur des instruments de l'époque de Liszt
- Cyril Huvé. Franz Liszt, Album d'un voyageur. Impression et poésie. Sur piano Johann Wilhelm Brachoss 1835 du musée Suisse du Château de Gruyères (janvier 1996, Euterpe 06111-2)
- Pascal Mantin. Franz Liszt. Un Sospiro. Pianoforte Érard 1880 (juin 2006, UT3 records) (OCLC 658722687)
- Patrick Scheyder. Mazeppa. Piano Pleyel 1846 (août 2006-février 2007, Alpha 119) (OCLC 658400361)
- Claire Chevallier. Fever : La lugubre gondola, Funérailles, Saint-François de Paule marchant sur les flots, etc. Piano Érard 1876 (février 2011, La Dolce volta) (OCLC 887457777)
- Riko Fukuda, Tomias Koch. Grand duo Œuvres pour duo de pianofortes. Pianoforte Conrad Graf 1830 et 1845 — avec Chopin, Mendelssohn, Moscheles, Hiller et Liszt (octobre 2013, Ars Produktion) (OCLC 947785273)

#### Écrits de Franz Liszt
- Méthode de piano pour le conservatoire de Genève, 1835, détruit.
- De la situation des artistes, six essais, in (Revue et) Gazette musicale (de Paris), no 18, 19, 20, 30, 35 et 41, 1835
- Lettre d'un voyageur. À George Sand, in (Revue et) Gazette musicale (de Paris), no 49, 6 décembre 1835
- Des Publications à bon marché, in (Revue et) Gazette musicale (de Paris), no 1, 3 janvier 1836
- Articles et lettres de voyage, in (Revue et) Gazette musicale (de Paris)
  - M. Thalberg. Grande Fantaisie, œuvre 22. 1er et 2e Caprices, œuvres 15 et 29, 8 février 1837
  - Sur les Huguenots de Meyerbeer, 1837
  - À M. le professeur Fétis, no 20, 14 mai 1837
  - Trois morceaux dans le genre pathétique par C.V. Alkan, no 43, 22 octobre 1837
  - Compositions pour piano de Robert Schumann (op. 5, op. 11, op. 14), no 46, 12 novembre 1837
- Lettres d'un bachelier ès-musique, in Gazette musicale :
  - À un poète voyageur (George Sand) (janvier 1837), publié dans le no 7, 12 février 1837
  - Lettre n° II (7 avril 1837), no 29, 16 juillet 1837
  - À M. Adolphe Pictet, no 6, 11 février 1838
  - À M. Louis de Ronchaud (septembre 1837), no 12, 25 mars 1838
  - Le lac de Come, M. L. de Ronchaud (20 septembre 1837), no 29, 22 juillet 1838
  - La Scala (10 mars 1838), no 21, 27 mai 1838
  - À M. Heine (15 avril 1838), no 27, 8 juillet 1838
  - À M. Lambert Massart, no 35, 2 septembre 1838
  - La Pensée de Benvenuto Cellini (30 novembre 1838), no 2, 13 janvier 1839
  - La Sainte Cécile de Raphaël. À M. Joseph d'Ortigue, no 15, 14 avril 1839
  - À Hector Berlioz (2 octobre 1839), no 53, 24 octobre 1839
  - De l'état de la musique en Italie (M. le Directeur de la « Gazette musicale »), no 53, 24 octobre 1839
- Le Tannhaeuser, article dans le Journal des débats politiques et littéraires, 18 mai 1849 ; repris dans La Musique, gazette de la France musicale, 20 mai 1849, p. 155 ; texte sur wikisource
- Les Fêtes de Herder et de Goethe à Weymar, article dans le feuilleton du Journal des débats politiques et littéraires, mardi 22 octobre 1850, p. 1-2 ; texte sur Gallica
- Lohengrin, grand opéra romantique de R. Wagner et sa première représentation à Weimar aux fêtes de Herder et de Goethe, 1850 ; (de) Richard Wagner's Lohengrin, traduction allemande parue dans Illustrirte Zeitung du 12 avril 1851
- Lohengrin et Tannhaüser de Richard Wagner, Leipzig, F.A. Brockhaus, 1851 ; rééd. Adef-Albatros, préface de Jacques Bourgeois, Paris, 1980 ; texte sur wikisource
- (fr) De la Fondation Goethe à Weimar, écrit en 1850, publié en 1851
- (de) Ein Brief über das Dirigieren [Lettre sur la direction d'orchestre], 1853
- (de) Sobolewskis « Vinvela », écrit en 1853, publié en 1855
- « Orphée » de Gluck, 1854
- « Fidelio » de Beethoven, 1854
- « Euryanthe » de Weber, 1854
- Sur la musique d'« Egmont » de Beethoven, 1854
- Sur la musique du « Songe d'une nuit d'été » de Mendelssohn, 1854
- « Robert le Diable » de Scribe et Meyerbeer, 1854
- « Alfonso und Estrella » de Schubert, 1854
- « La Muette de Portici » d'Auber, 1854
- « Les Capulet et les Montaigu » de Bellini, 1854
- « La Dame Blanche » de Boieldieu, 1854
- « Les Favorite » de Donizetti, 1854
- « Le Vaisseau fantôme » [de Richard Wagner], 1854
- « L'Or du Rhin » [de Richard Wagner], 1854
- Clara Schumann, 1854
- (de) Berlioz und seine « Harold-Symphonie » [Berlioz et sa « Symphonie Harold »], 1855
- (de) Robert Schumann, 1855
- (de) Robert Franz, 1855
- (de) Keine Zwischenakts-Musik !, [Pas de musique d'entracte !], 1855
- (de) Marx und sein Buch : « Die Musik des 19. Jahrhunderts und ihre Pflege », [Marx et son livre : « La musique du XIXe siècle et comment la cultiver »], 1855
- (de) Dornröschen. Genasts Gedicht und Raffs Musik gleichen Namens. [La Belle au bois dormant. Le poème de Genast et la musique de Raff du même nom.], 1856
- (de) Mozart. Bei Gelegenheit seiner hundertjährigen Feier in Wien. [Mozart. À l'occasion de son centenaire à Vienne], 1856
- (de) Weimars Septemberfest zur Feier des hundertjährigen Geburtstages Carl Augusts. [La Fête de Septembre à l'occasion du centenaire de la naissance de Charles-Auguste], 1857
- (de) Kritik der Kritik. Ulibischeff und Seroff [Critique de la critique. Oulibischeff et Seroff], 1857
- J. Field et ses Nocturnes, 1859
- Pauline Viardot-Garcia, 1859
- Des Bohémiens et de leur musique en Hongrie, (fr) 1859 ; trad (de) 1861 ; nouvelle éd. revue et augm. (fr) 1881
- Tout le ciel en musique, pensées choisies et présentées par Nicolas Dufetel, édition Le Passeur 2019
- Correspondance
  - Avec Marie d'Agoult : Franz Liszt et comtesse d'Agoult, Correspondance, 1833-1864, publ. par Daniel Ollivier, 2 vol., Paris, Bernard Grasset, 1933-1934.
  - Avec Marie d'Agoult : Franz Liszt - Marie d'Agoult, Correspondance, publ. par Serge Gut et Jacqueline Bellas, Paris, Fayard, 2001, 1344 p. (ISBN 2-213-61010-X)
  - Avec Carolyne de Sayn-Wittgenstein : Lettres de Franz Liszt rassemblées et éditées par La Mara ; vol. IV : Lettres à la princesse Sayn-Wittgentein, Leipzig, Breitkopf & Härtel, 1900 ; texte sur IA.
  - Avec la princesse de Belgiojoso : Daniel Ollivier, Franz Liszt et la princesse de Belgiojoso. Lettres, article in Revue des deux Mondes, 1er avril 1940,
  - Avec Richard Wagner : Correspondance de Richard Wagner et de Franz Liszt, 1841-1882, coll. les Classiques allemands, traduit par L. Schmidt et J. Lacant, avant-propos de G. Samazeuilh, Gallimard, Paris, 1943 ; rééd. 1975.
  - Avec ses enfants (Blandine, Cosima, Daniel) : Daniel Ollivier, Lettres d'un père et de sa fille, article in Revue des deux Mondes, 15 décembre 1936, p. 844-868 (à suivre).
  - Avec Charles Alexandre, grand-duc de Saxe : Correspondance entre Franz Liszt et Charles Alexandre, grand-duc de Saxe, publiée par La Mara, Leipzig, Breitkopf & Härtel, 1909 ; texte en ligne sur IA.

#### Ouvrages généraux
- Janka Wohl, François Liszt, souvenirs d'une compatriote, secrétaire de Liszt, Paul Ollendorf, 1887 (lire en ligne)
- Guy de Pourtalès, La Vie de Franz Liszt, Paris, Éditions Gallimard, coll. « Vie des hommes illustres » (no 1), 1925, 302 p. (OCLC 3760626, BNF 43215418, lire en ligne).
- Cosima Wagner, Au soir des Dieux, traduction partielle par Maurice Herwegh, éd. J. Peyronnet, 1933
- Zsolt von Harsanyi, Rhapsodie hongroise : Vie de Liszt, Les Éditions de Paris, 1948
- Claude Rostand, Franz Liszt, Paris, Seuil, coll. « Solfèges » (no 15), 1960 (réimpr. 1972, 1977), 187 p. (OCLC 3436790, BNF 33159258)
- Emil Haraszti, « Liszt », dans Roland-Manuel (dir.), Histoire de la musique, t. 2, Paris, Éditions Gallimard, coll. « Encyclopédie de la Pléiade », 1963, 1878 p. (ISBN 2070104044, OCLC 852916, BNF 33042677), p. 533-570
- Émile Haraszti (introduction d'André Schaeffner), Franz Liszt, Paris, Éditions A. et J. Picard, 1967, 306 p. (OCLC 527900, BNF 33038233)
- Michel Sogny, L'Admiration créatrice chez Liszt, Buchet-Chastel, 1975
- Paul-Gilbert Langevin, Le Siècle de Bruckner, la Revue Musicale, numéro 298-299, Éditions Richard Masse, 1975, p. 25-26 : chapitre « Anton Bruckner : des sources à l'héritage », § Le pont musical : Franz Liszt.
- Bernard Gavoty, Liszt : Le virtuose, 1811–1848, Paris, Éditions Julliard, coll. « Les Vivants », 1980, 356 p. (ISBN 2-260-00225-0, OCLC 7576601)
- Dominique Morel, Franz Liszt et le Romantisme français, cat. exp. Maison Renan-Scheffer (Musée de la vie romantique), Paris, 1986.
- Serge Gut, Franz Liszt : Contient un choix de textes de Liszt. Musicographie et bibliographie des œuvres de Liszt, Paris/Lausanne, Éditions de Fallois / Éditions L'Âge d'Homme, 1989, 664 p. (ISBN 287706042X, OCLC 417236310)
- Alan Walker, Franz Liszt :
  - vol. 1 : 1811-1861
  - vol. 2 : Les dernières années, 1861-1886, Fayard, 1989 (OCLC 490073354)
- Rémy Stricker, Franz Liszt : les ténèbres de la gloire, Paris, Éditions Gallimard, coll. « Bibliothèque des idées », 1993, 482 p. (ISBN 207073353X, OCLC 291231140), p. 431–436
- Bruno Moysan, Liszt (1811-1886), Paris, Éditions Jean-Paul Gisserot, coll. « Pour la musique » (no 9), 1999, 127 p. (ISBN 2-87747-446-1, OCLC 406977787, BNF 37055144, lire en ligne)
- (it) Cesare Simeone Motta, Liszt Viaggiatore Europeo, Moncalieri, CIRVI, 2000 (ISBN 88-7760-058-6)
- Nicolas Dufetel et Malou Haine, Franz Liszt, un saltimbanque en province, éd. Symétrie, Lyon, 2007 (ISBN 978-2-914373-27-2).
- Alan Walker, La Mort de Franz Liszt, d'après le journal de Lena Schmalhausen, Buchet-Chastel, 2007
- William Cart, Wagner et Liszt d'après leur correspondance, Stalker Éditeur, 2008
- Bruno Moysan, Liszt virtuose subversif, préface de Bernard Stirn, éd. Symétrie, Lyon, 2009 (ISBN 978-2-914373-41-8).
- Alain Galliari, Franz Liszt et l'Espérance du Bon Larron, Fayard, 2011
- Vladimir Jankélévitch, Liszt et la rhapsodie, Plon 2019

#### Anthologies
- Claude Knepper et Pierre-Antoine Huré, « Dionysos ou le Crucifié » (essai) dans Liszt en son temps, Pluriel, 2005
- Correspondance choisie par Claude Knepper et Pierre-Antoine Huré, éd. Jean-Claude Lattès, 1987

#### Ouvrages particuliers
- Mémoires 1833-1854 de Marie d'Agoult, avec une introduction de Daniel Ollivier, Calmann-Lévy, 1927
- Mémoires, Hector Berlioz, Garnier-Flammarion, 1969
- Mozart & Liszt Sub-rosa, Philippe Autexier, Centre Mozart, 1984
- La Lyre maçonne : Haydn, Mozart, Spohr, Liszt, Philippe Autexier, Détrad, 1991
- Liszt pédagogue, leçons de piano données à Valérie Boissier (édité par Auguste Boissier)
- Divers articles d'Emil Haraszti dans la Revue de Musicologie (Les origines de l'orchestration chez Liszt, 1953), la Revue Musicale (Liszt à Paris, choix de textes inédits, 1936) et la Revue d'histoire diplomatique (Deux agents secrets de deux causes ennemies : Franz Liszt et Richard Wagner 1953)
- Franz Liszt - Musique, médiation, interculturalité, Damien Ehrhardt (éd.) 63/3, 2008
- Franz Liszt, compositeur slovaque, Miroslav Demko, L'Âge d'Homme, 2003
- Un Liszt méconnu, la Revue Musicale, Éditions Richard Masse, numéros 342 à 346.
- Aux sources littéraires de Franz Liszt, la Revue Musicale, Éditions Richard Masse, numéros 292-193.

#### Ouvrages romanesques et poétiques
- Béatrix, Honoré de Balzac (édition Gallimard, Garnier Flammarion ou dans la Pléiade)
- La Vie de Liszt est un roman, Zsolt Harsanyi, éd. Actes Sud
- L'Allemagne en octobre 1849 in Strophe supplémentaires, Henri Heine, éd. Akademie Verlag et C.N.R.S
- Daniel Stern, Nélida, Paris, Michel Lévy, 1866.

### Filmographie
- Lola Montès (1955) de Max Ophüls
- Le Bal des adieux (1960) de Charles Vidor
- Lisztomania (1975) de Ken Russell

### Iconographie
- En plus des portraits reproduits ici, il existe une sculpture de Jean-Pierre Dantan, datée de 1836 (Paris, Musée de la musique, numéro d'inventaire E.986.1.9 — déposée par le musée Carnavalet). Ce portrait charge représente Liszt de dos au piano, avec des doigts immenses et largement écartés. Il existe deux versions de cette sculpture une sans sabre et une avec sabre. Lors d'une tournée en Hongrie, en décembre 1839, la ville de Pest décerna à Liszt un sabre d'honneur. Jean-Pierre Dantan ajouta donc vers 1840 un sabre à ce portrait charge.